# Figures del sepulcre de la Dinastia Tang

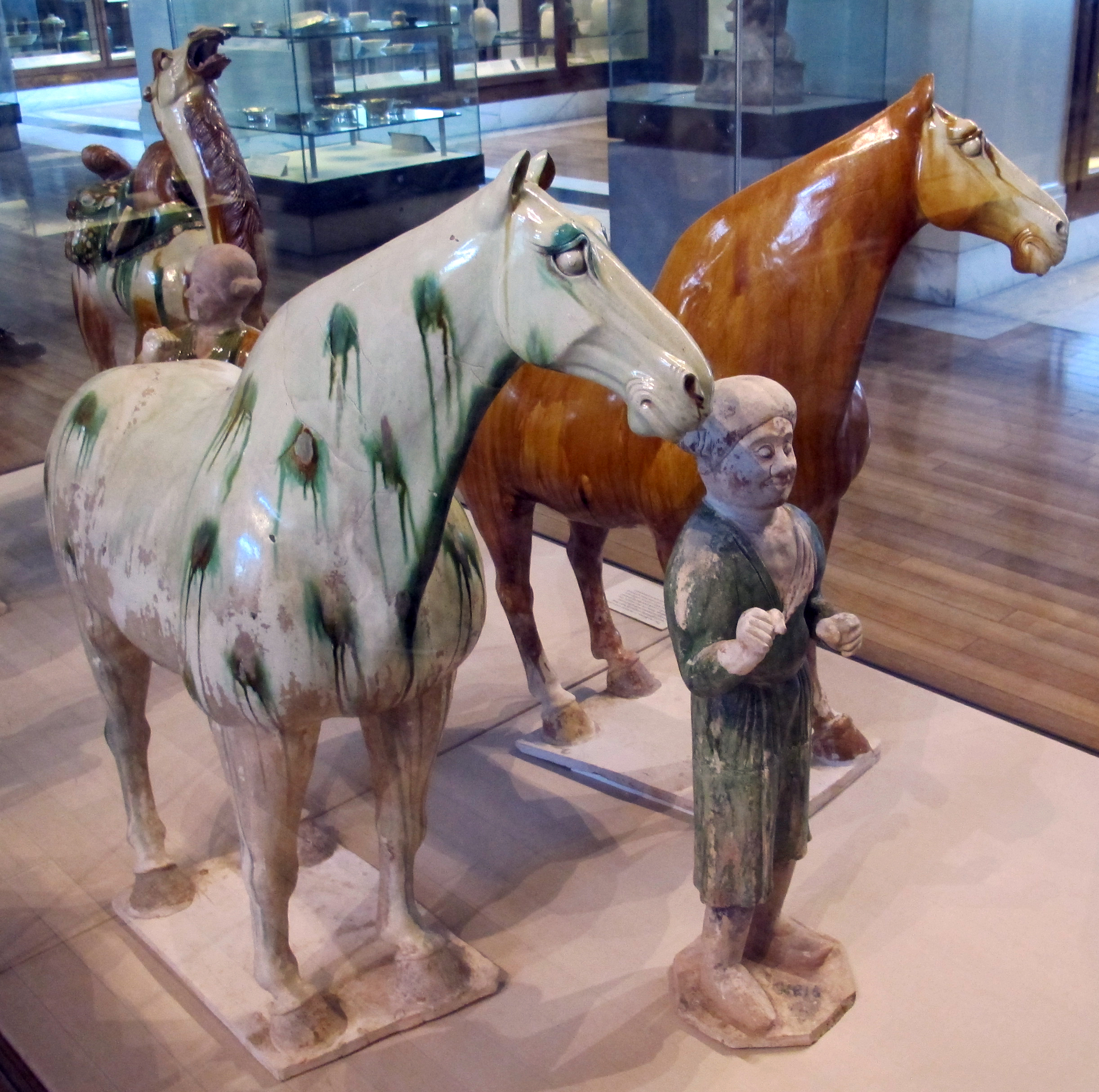
Dos cavalls amb mosso de quadra amb ceràmica sancai, c. 728, de la tomba del general Liu Tingxun

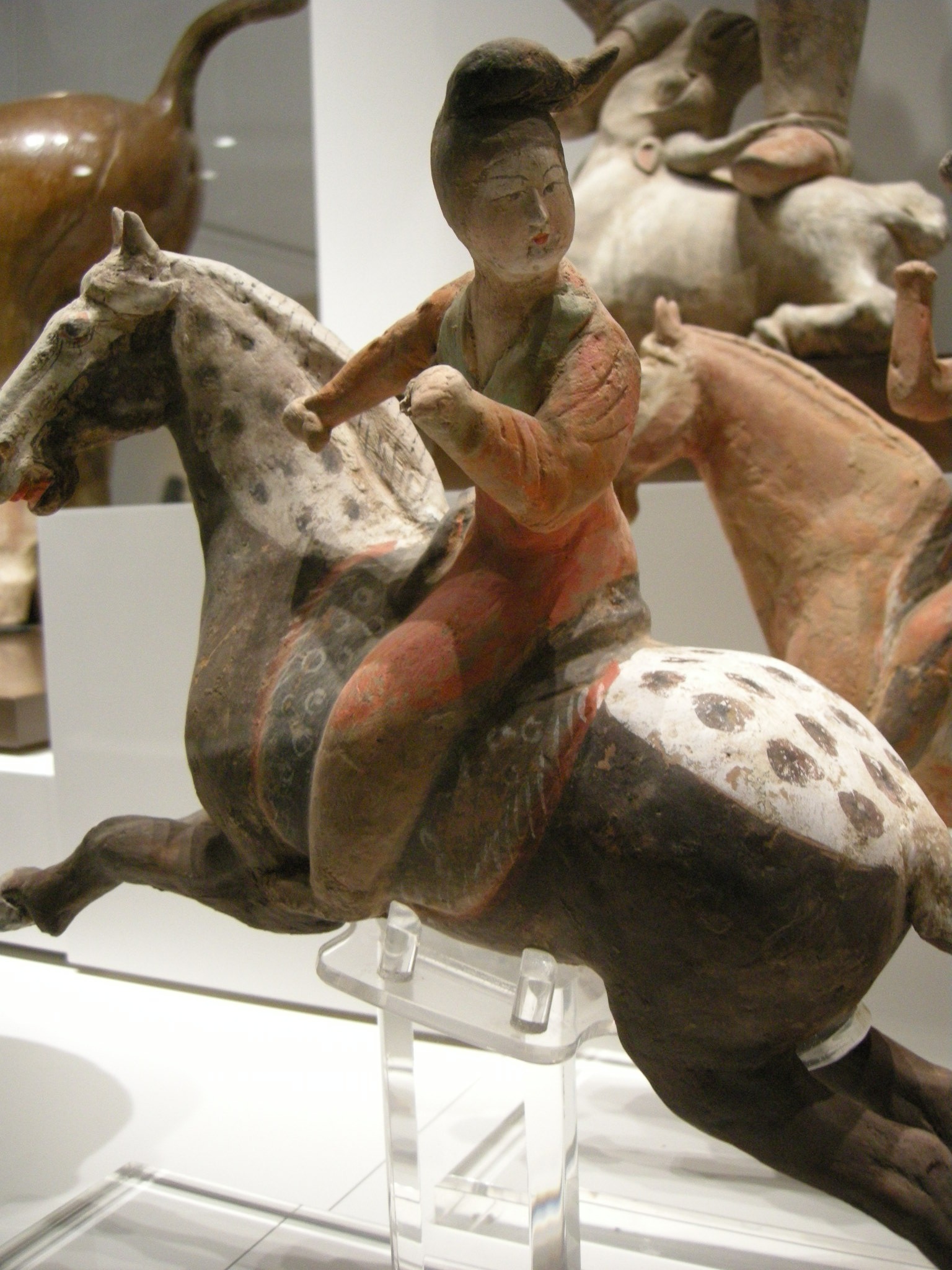
Dona transvestida pintada de que juga a polo

Les figures del sepulcre de la dinastia Tang són figures de terrissa de persones i animals elaborats durant la dinastia Tang de la Xina (618–906 dC) com a aixovar funerari per col·locar a les tombes. Hi havia la creença que les figures representades estarien disponibles per al servei dels difunts en la vida del més enllà. Les figures estan fetes de terrissa de pisa, moldejades amb colors afegit. Sovint no ocupen tota la figura o en espais naturalistes. Quan el color figura en la pintura sovint no ha sobreviscut, però en molts casos va ser en un ceràmica vidrada sancai (de tres colors), on generalment ha tingut una llarga durada.
Les figures, anomenades mingqui en xinès, eren sovint de servents, soldats (en tombes masculines) i assistents com ara ballarins i músics, que sens dubte que representaven cortesanes. També hi ha soldats i funcionaris als enterraments de persones d'alt rang. Els animals són sovint cavalls, però hi ha un nombre sorprenent tant de camells bactrians, així com dels seus conductors de l'Àsia central, que es distingeixen per barbes i cabells gruixuts, i per les seves característiques facials. Les representacions són realistes fins a un punt sense precedents en l'art xinès. Les figures donen als arqueòlegs molta informació útil sobre la vida sota la dinastia Tang. També hi ha figures del imaginari fantàstic "esperits terrestres" i el temible Lokapala humà (o tian wang). Ambdós respresentant normalment en parella, i que actuen com a guardians de la tomba per repel·lir els atacs tant dels esperits com dels humans. També es troben conjunts de les dotze bèsties imaginàries del zodíac xinès, generalment no vidrades.
Les figures representen un desenvolupament de tradicions anteriors sobre les figures sepulcrals xineses. Les figures Tang elaborades amb ceràmica de vidre es troben localitzades al nord de la Xina, en gran manera a les zones del voltant de les capitals. Pràcticament van desaparèixer a partir del 755 quan va començar la Rebel·lió d'An Lushan altament pertorbadora. Probablement va afectar els forns a Henan i Hebei, que fabricaben les peces, així com la seva elitista clientela. Una tradició molt minvada va continuar en les dinasties posteriors fins als Ming. L'ús del vidre sancai a les figures estava restringida a les classes altes, i la producció estava controlada per la burocràcia imperial. Un sol enterrament d'un membre de la família imperial podria incloure molts centenars de figures.

## Context i significat
Mil anys abans de les figures de Tang, la Tomba del Marquès Yi de Zeng (aproximadament el 433 aC) contenia els cossos de 22 músics, així com els instruments que tocaven. Es coneixen rastres de figures de fusta que duien tèxtil en dates similars. Es famós l'exèrcit de terracota del Primer Emperador. El seu funeral també va comportar la matança i enterrament de molts servents i animals, incloses totes les seves concubines sense fills. Les tombes de la dinastia Han excavades que coneixem, contenien figures de bronze o terrissa de cavalls. Sovint incorporaven grups de soldats, molt per sota de la mida a la vida real, a les tombes dels comandants. Baixant l'escala social, els models de ceràmica de cases i animals eren molt habituals i es van continuar amb els Tang. A partir de la curta durada però eficaç dinastia Sui (581-618), el patró de les figures de la tomba de Tang estava fonamentalment establert, tot i que la policromia dels colors sancai no va aparèixer fins als Tang.

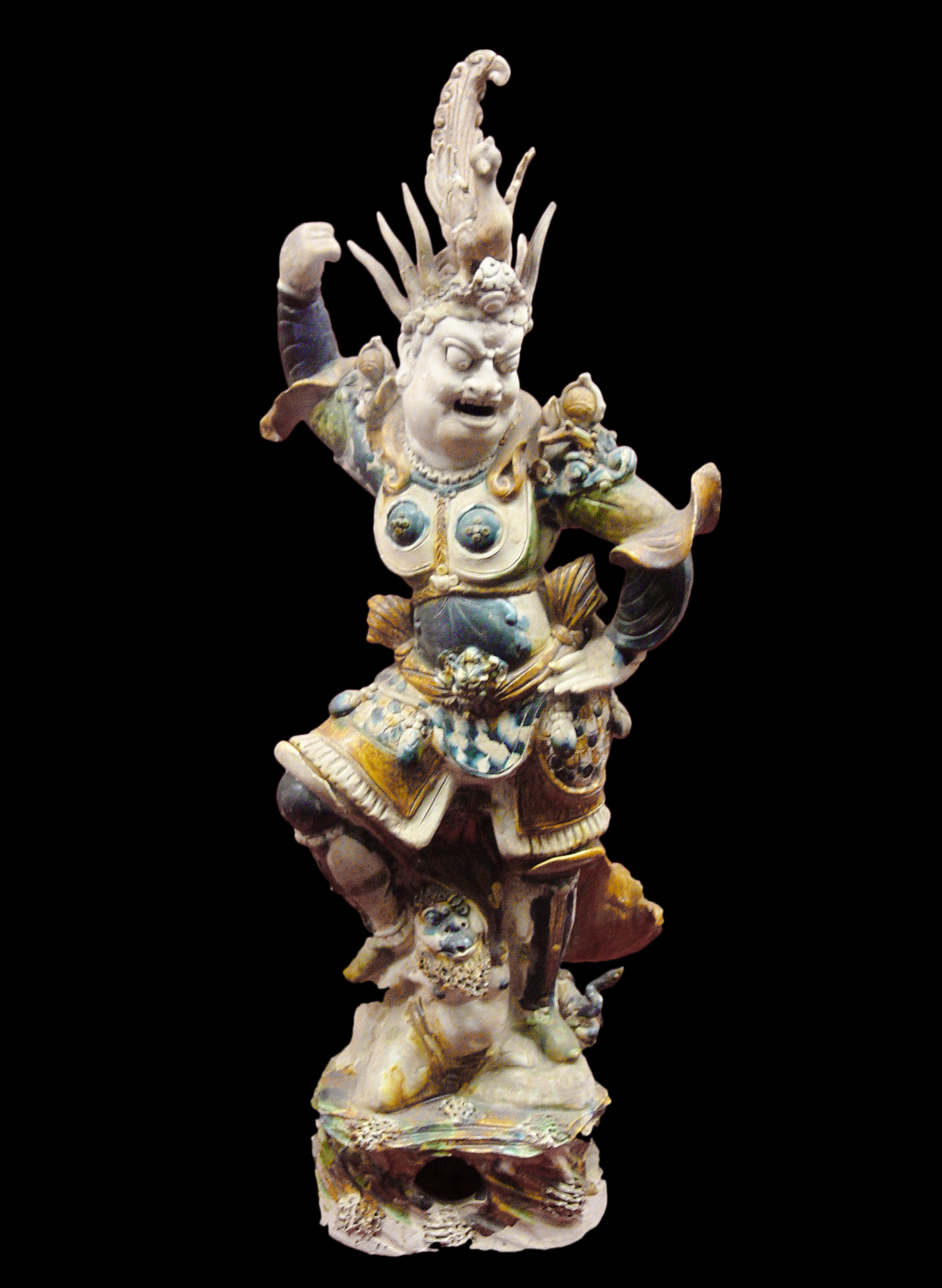
Figura de guardià de Lokapala

La mida i el nombre de les figures en una fossa depenien del rang del difunt, de la mateixa manera que el nombre de figures vidrades. Els servents i els animals de granja sovint eren vidrats, pintats o engalbats en blanc o marró, en el cas dels animals. Les figures eren posades en fila, amb carruatges, com a part de la processó funerària. Després s'alineaven fora de la tomba abans que el taüt fos portat a dins. Una vegada que estava al lloc, se les enduien dins de la tomba, i s'organitzaven pel camí d'accés inclinat a la cambra sepulcral subterrània o en una cambra anterior a aquesta. A les grans tombes hi havia nínxols incorporats a les parets perquè es podessin ocupar.
Fins als últims anys la majoria de peces provenien d'excavacions que els arqueòlegs no en controlaven l'origen, i no hi havia coneixement del context on aquestes s'havien trobat. La important tomba de la princesa Tang Li Xianhui (o Yongtai) del 705, va ser descoberta el 1960 al complex imperial Mausoleu de Qianling, i excavada professionalment a partir del 1964. Era la primera de diverses excavacions de les tombes majors, tot i que d'altres havien estat deliberadament inalterades. Aquesta tomba havia estat estat saquejada en el passat, probablement poc després de l'enterrament. Es van prendre objectes fets amb materials preciosos, però els lladres no s'havien molestat amb les 777 figures no vidrades i pintades, i al voltant de 60 figures de la tomba vidriada (actualment majoritàriament Museu d'Història de Shaanxi). Es tracta principalment de "files sòlides" en nínxols esglaonats en el llarg camí d'accés inclinat.
Les grans tombes van ser concebudes com "un paradís personalitzat que reflectia els millors aspectes del món terrenal". Aquest era abordat per un camí espiritual amb estàtues de pedra i servit pels sacerdots en temples i altars al voltant del monticle. Sota la terra, també contenien extensos frescos amb representacions pintades del mateix tipus de figura de terrissa. Les imatges dels dos suports, recreaven una geografia del palau evocant la residència i l'estil de vida del difunt abans de la mort. La rampa d'entrada recreava l'aproximació a un gran palau, les seccions amb frescos i nínxols de figures que reflectien els diversos recintes i patis dels complexos dels grans palaus de la reialesa de Tang. Els nínxols amb cavalls i mossos de quadra eren més propers a l'entrada que els que tenien músics i dones. Els nínxols estaven normalment flanquejats per frescos d'assistents encarregats d'aquesta zona. Això s'imaginava tant des de la cambra sepulcral cap a fora, com des de l'entrada de la tomba cap a dins. Malgrat els conceptes xinesos de l'Infern i el paradís, es va creure que l'esperit del difunt continuaria habitant i circulant per la tomba i convenia proporcionar instal·lacions adequades de tot tipus. De fet, dins dels complexos sepulcrals com el complex Mausoleu Qianling, es preveien visites del difunt a les tombes veïnes de la família imperial, acompanyades d'enormes processons. Cavalls de terrissa posicionats esperaven la comitiva, be per ser utilitzats per les visites o per motius de cacera.

## Tècnica

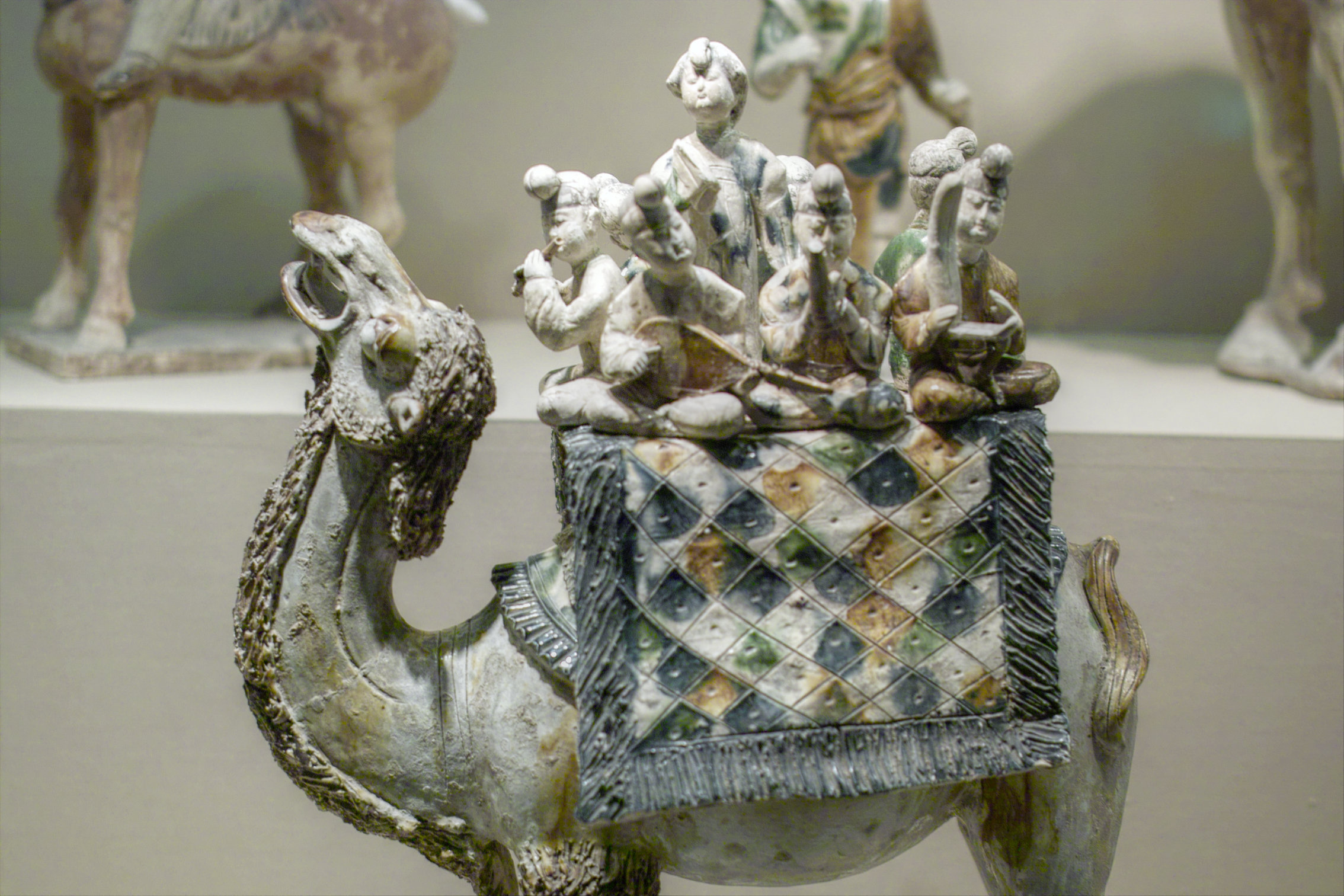
Una banda de músics muntats sobre un camell

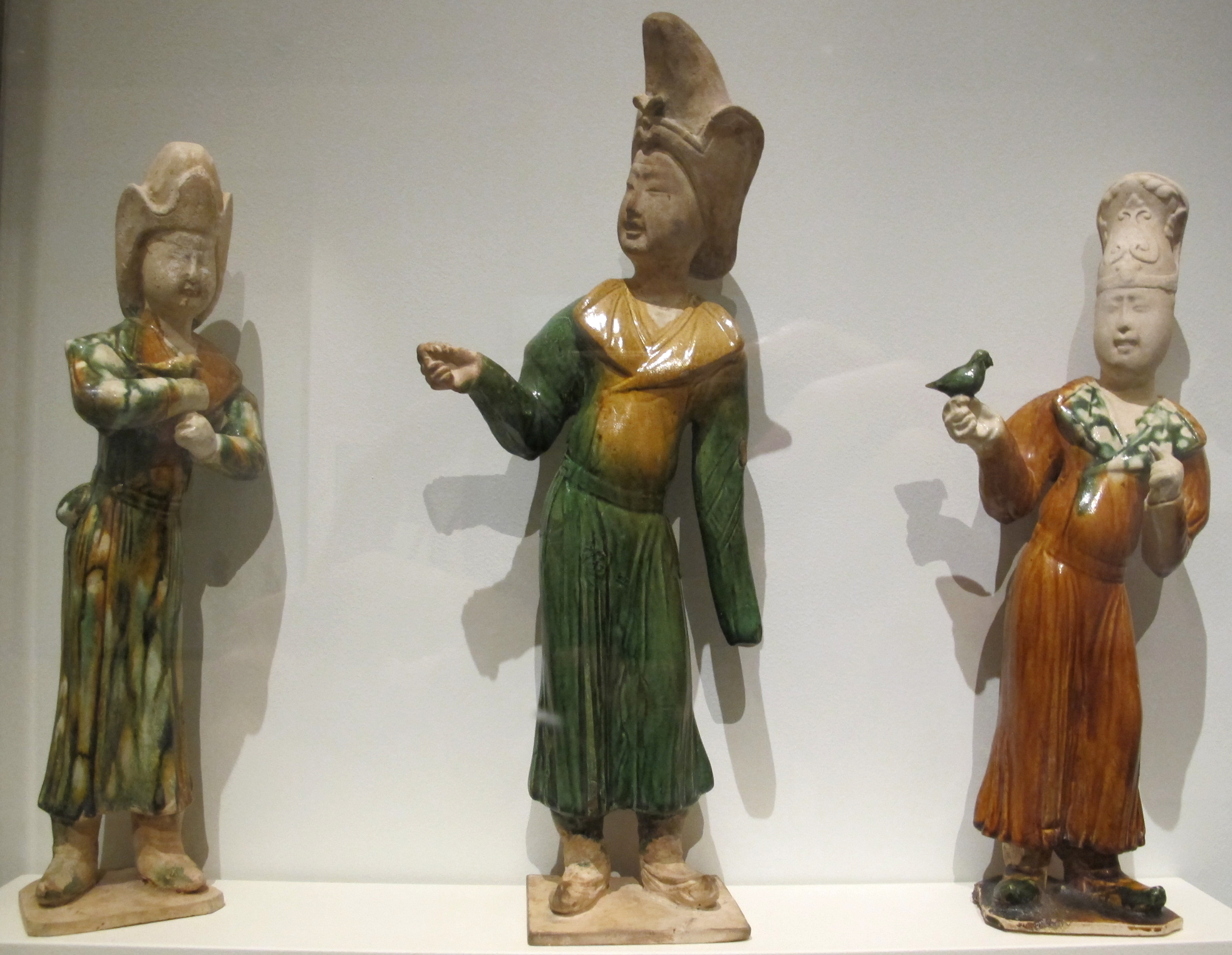
Tres falconers sancai

La mida de les figures varia considerablement, d'uns 10 a 110 centímetres d'alçada per a una figura humana de peu, i d'uns 55 a 120 cm o més per als tipus més grans, les bèsties i els guardians. Les diferents escales de figures es barrejaven generalment dins de les tombes, segons l'estat de les persones o animals representats. Hi ha algunes indicacions que es poden haver realitzat figures vidriades i sense vidre en diferents forns. Les figures són fetes en terrisses de foc lent, ja que no es necessitava resistència i durabilitat. El cos argilós es convertia en un color "blanquinós", tret d'un grup més reduït de peces vermelloses menys fines, normalment cobertes amb pàtines blanques.
Les figures son moldejades, generalment de diverses peces, amb el cap sempre fet per separat, i els animals més grans amb la majoria de les parts. Les diferents peces es cimentaven juntes abans de enfornar-les, permetent fer petites variacions amb figures idèntiques, unint els caps en angles lleugerament diferents. L'argila sovint es treballava a mà, llaurant petits detalls i textures addicionals, i de vegades es treballava a la superfície amb eines. En figures anteriors, sovint es pot observar una línia d'unió que corria pel costat del cos. Els dos tipus de figures de guàrdian, per un motiu desconegut, tenen els caps de cavalls alineats recte o cap a l'esquerra, i gairebé mai no giren cap a la dreta.
Quan el treball amb fang era completat, s'aplicava una barreja d'argila blanca, després es va afegir qualsevol esmalt a la figura abans d' enfornar-la. Les figures més petites podrien tenir un esmalt clar o lleugerament groc, i les més grans, sovint el glasejat es mantenia fora de la cara i de les mans, que es pintaven després de la cocció. Les figures Sui i Tang primerenques, abans d'utilitzar-se sancai, normalment tenen el vidre transparent. L'aplicació dels esmalts de colors podien ser molt variables. En moltes peces els colors s'aplicaven amb cura a diferents parts de les figures, però en d'altres, "han estat esquitxades sense tenir en compte el disseny ni el contorn". Durant aquest període es va afegir un blau de cobalt a la paleta sancai, i almenys un cavall és de color blau. Algunes figures tenien elements en fusta, com ara armes, pals de polo, o mitges de corda per a cavalls i camells, que no han sobreviscut.

## Estil

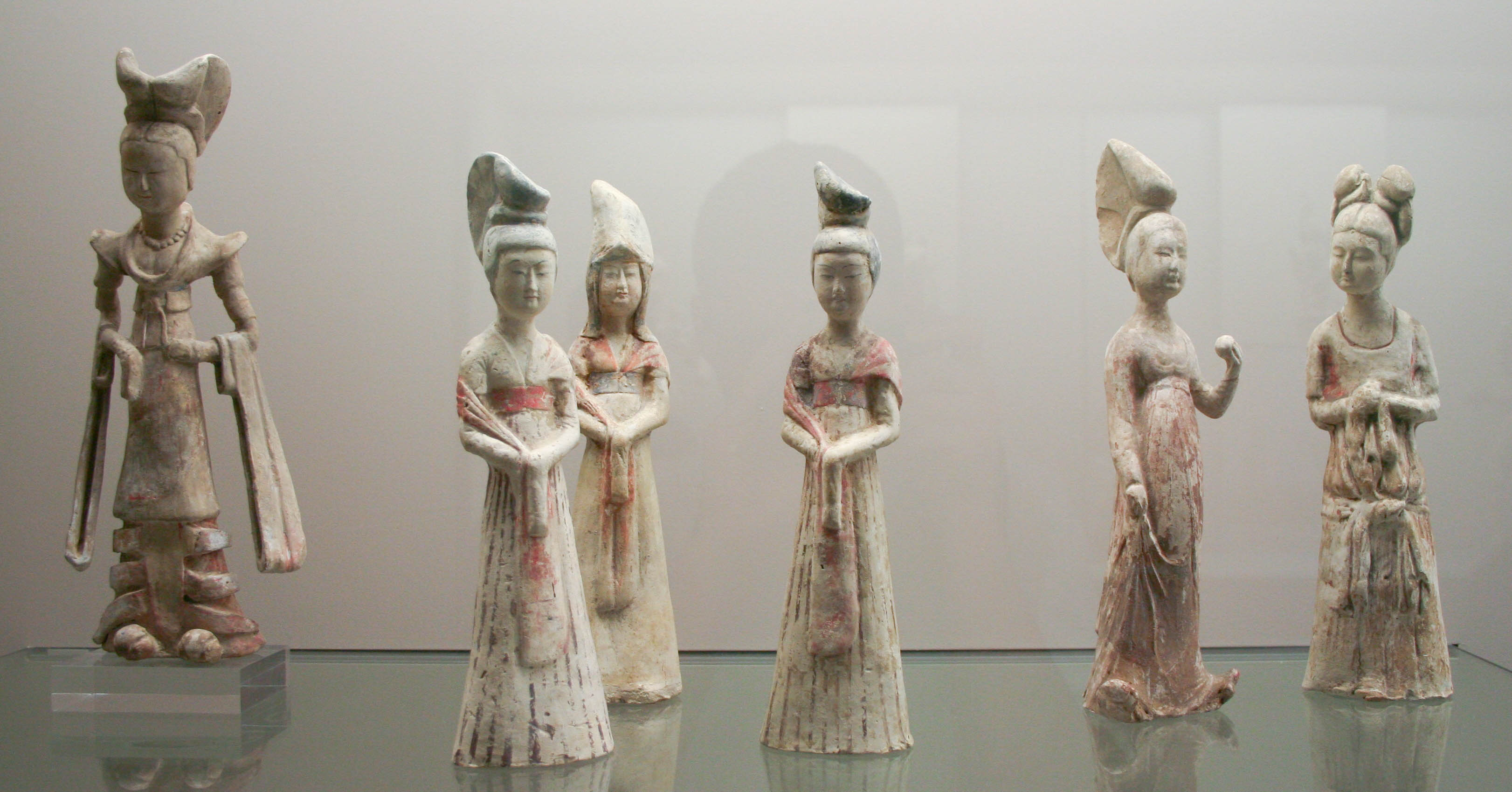
Grup de dones vestides de moda

La millor època per aquest tipus de figures va durar només uns 50 anys, fins a la Rebel·lió d'An Lushan del 755. Aquest es va caracteritzar com un període d'innovació, realisme sense precedents i un interès per mostrar tipus psicològics en diversos mitjans de l'art xinès. Les figures comparteixen amb l'escultura monumental budista de les convencions del període, d'influència mes occidental. Aquest es caracteritza per "un detall adequat del musculatura que encara s'allunya de la realitat en molts punts". Les figures del cavall reflecteixen el mateix ideal que es veu a les pintures contemporànies, si bé encara no se sap en quin moment va sorgir el primer tipus.
A excepció de les figures del Zodíac, que també van ser l'únic tipus que va augmentar en la popularitat després del Tang, les figures estan "més estretament relacionades amb les actituds urbanes i budistes que amb els aspectes màgics de les creences rurals, i per un patró de comportament governat per supersticions o creences xamàniques de les comunitats agrícoles locals ", que explica en part el seu fracàs de retorn després dels anys 750, juntament amb una preferència per a nous tipus de béns a les tombes.

## Tipus de figures
El grup de 13 figures de la tomba de la dinastia Tang de Liu Tingxun, un general que va morir el 728, representen un grup delicat de les figures majors habituals, totes amb sancai . Hi ha quatre guardians de la tomba, i parells d'oficials (tots a escala similar), cavalls i camells, a més de tres mossos de quadra. Aquest darrer grup, en una escala considerablement menor.

### Dones
Les primeres figures del segle VII són "més aviat simples i menys ben executades que les posteriors". Les dones són altes i esveltes, mentre que a mitjans del segle viii una figura mes abultada s'havia convertit en la norma, amb cares "grosses, fortament cremades i buides". S'ha suggerit que aquest canvi de gust va ser provocat per la famosa concubína imperial Yang Guifei, que tenia una figura grossa, tot i que sembla que va començat cap als 725, quan era petita.

Hi pot haver grups de dones com a ballarines o petites orquestres de músics asseguts. Algunes figures assegudes semblen arreglar-se. Més rarament, hi ha joves jugadores de polo, que portaven vestit masculí, el que era habitual per a les dones Tang quan anaven a cavall, i aparentment una moda a la capital en altres ocasions. Aquest període va ser d'una llibertat insòlita per a dones acomodades a la Xina, i les figures així ho reflecteixen. 

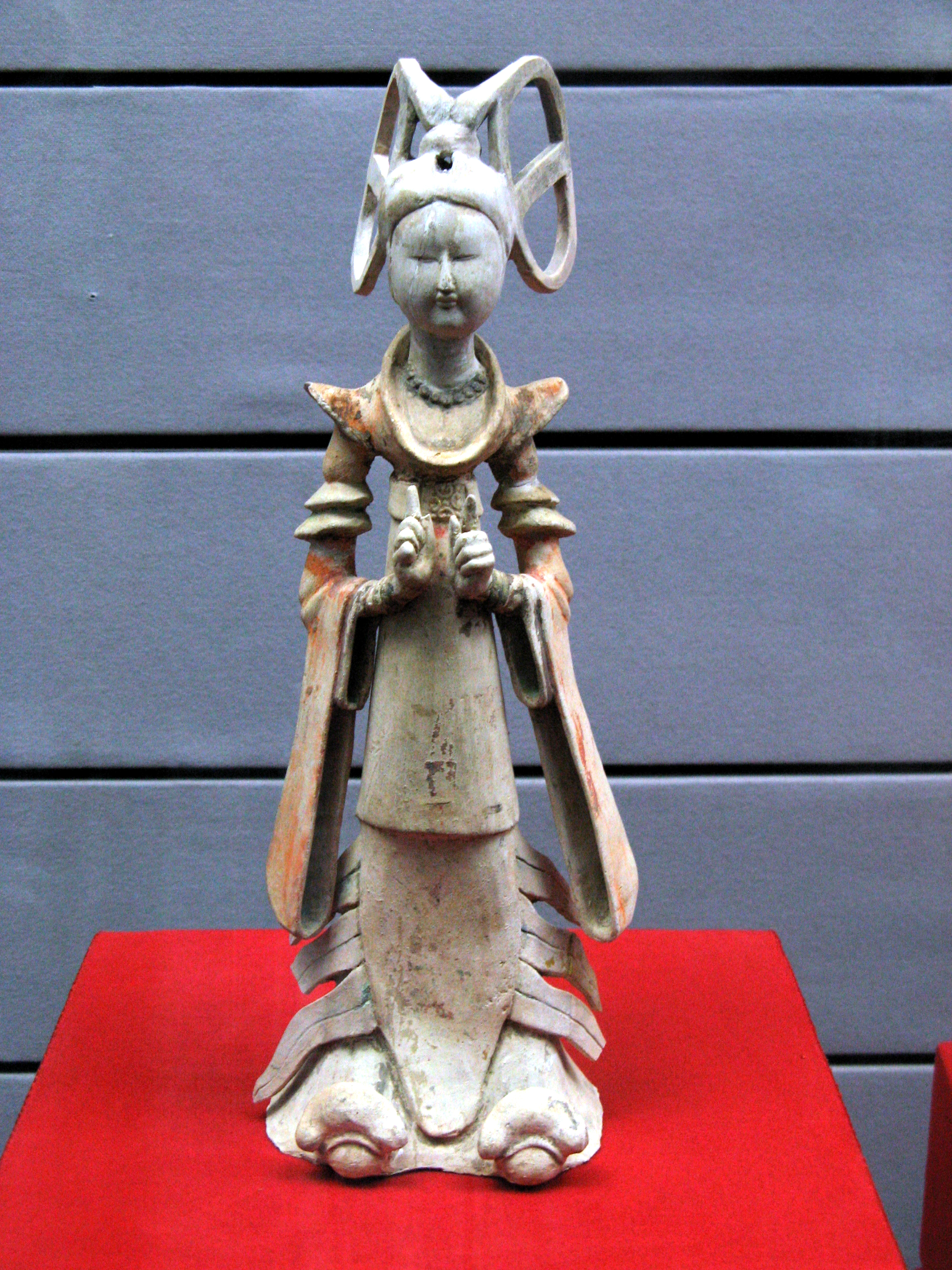
Vestit femení esvelt de moda del tipus primerenc
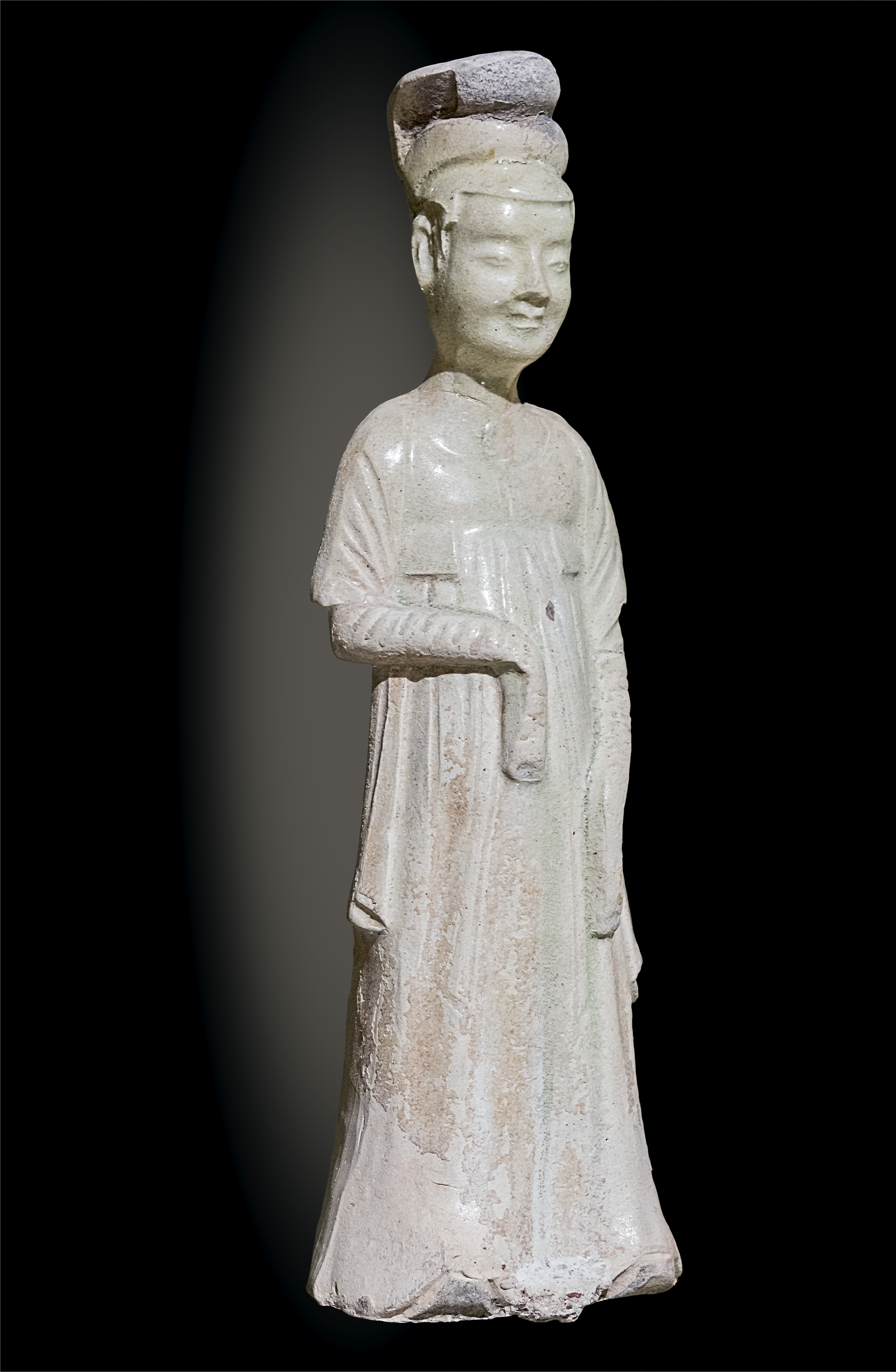
Ballarina de vidre blanc
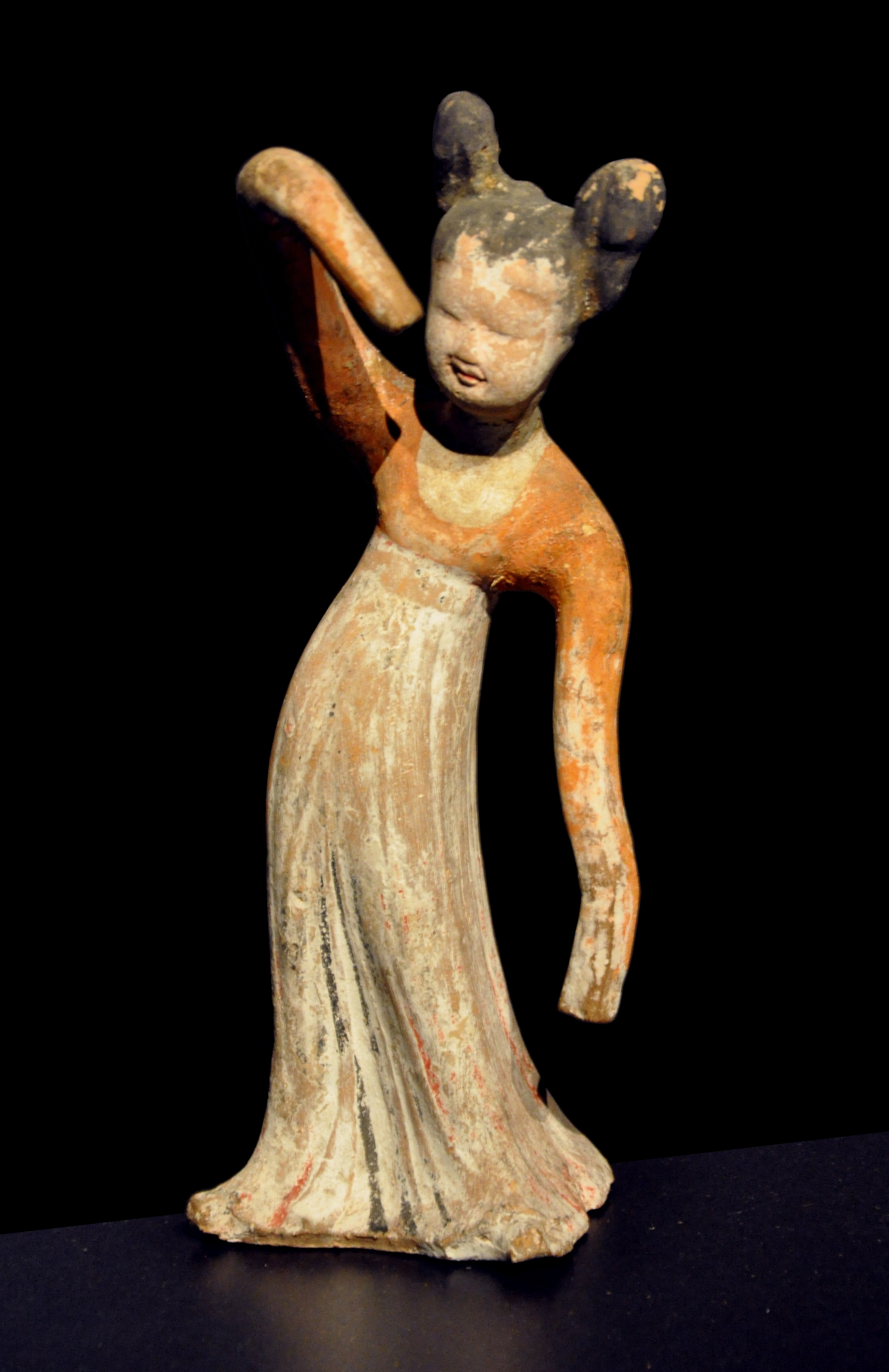
Noia ballant, la pintura no cuita sobreviu inusualment bé
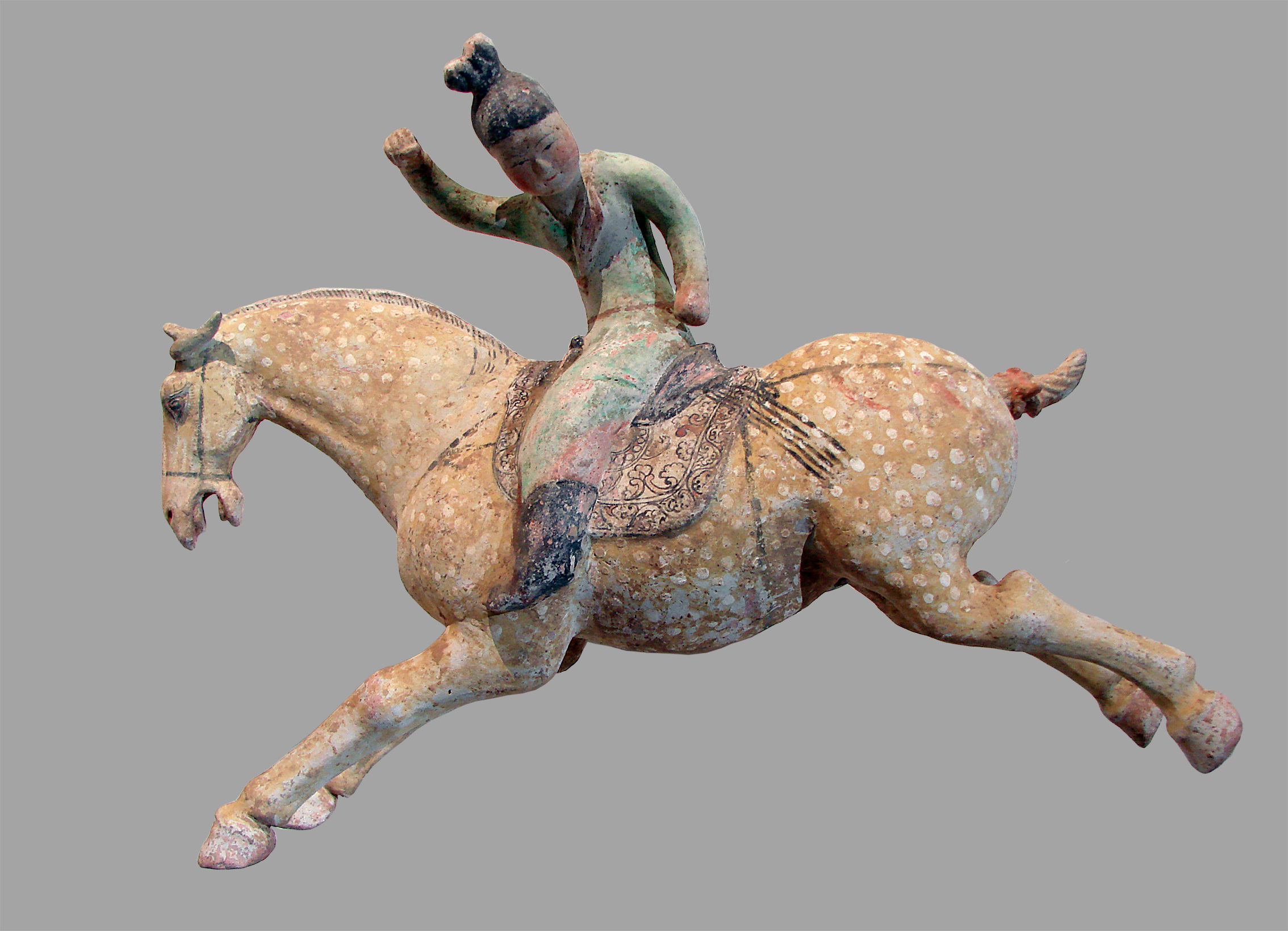
Jugadora de polo femenina
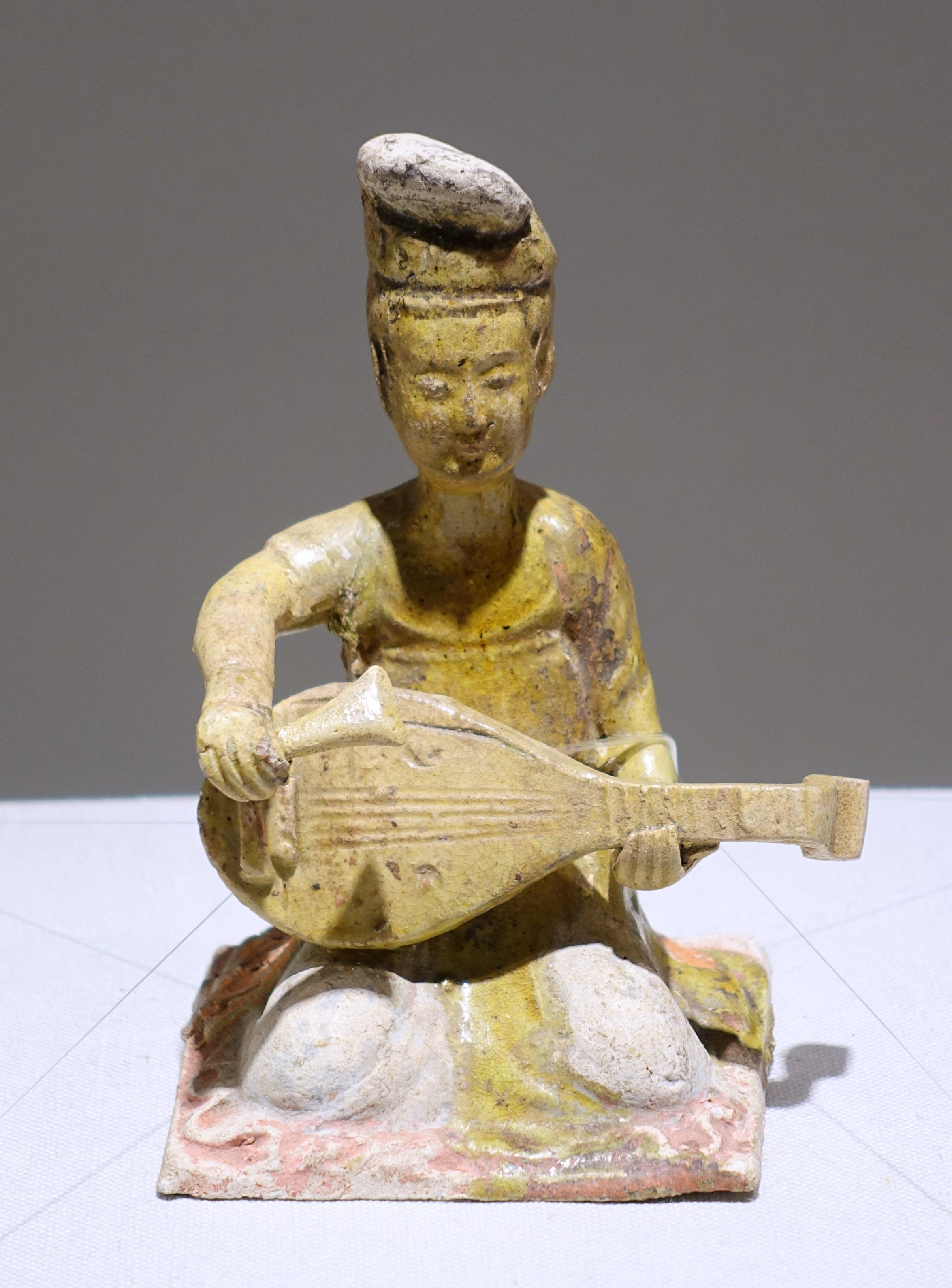
Un membre d'un grup de músics femenins assegudts
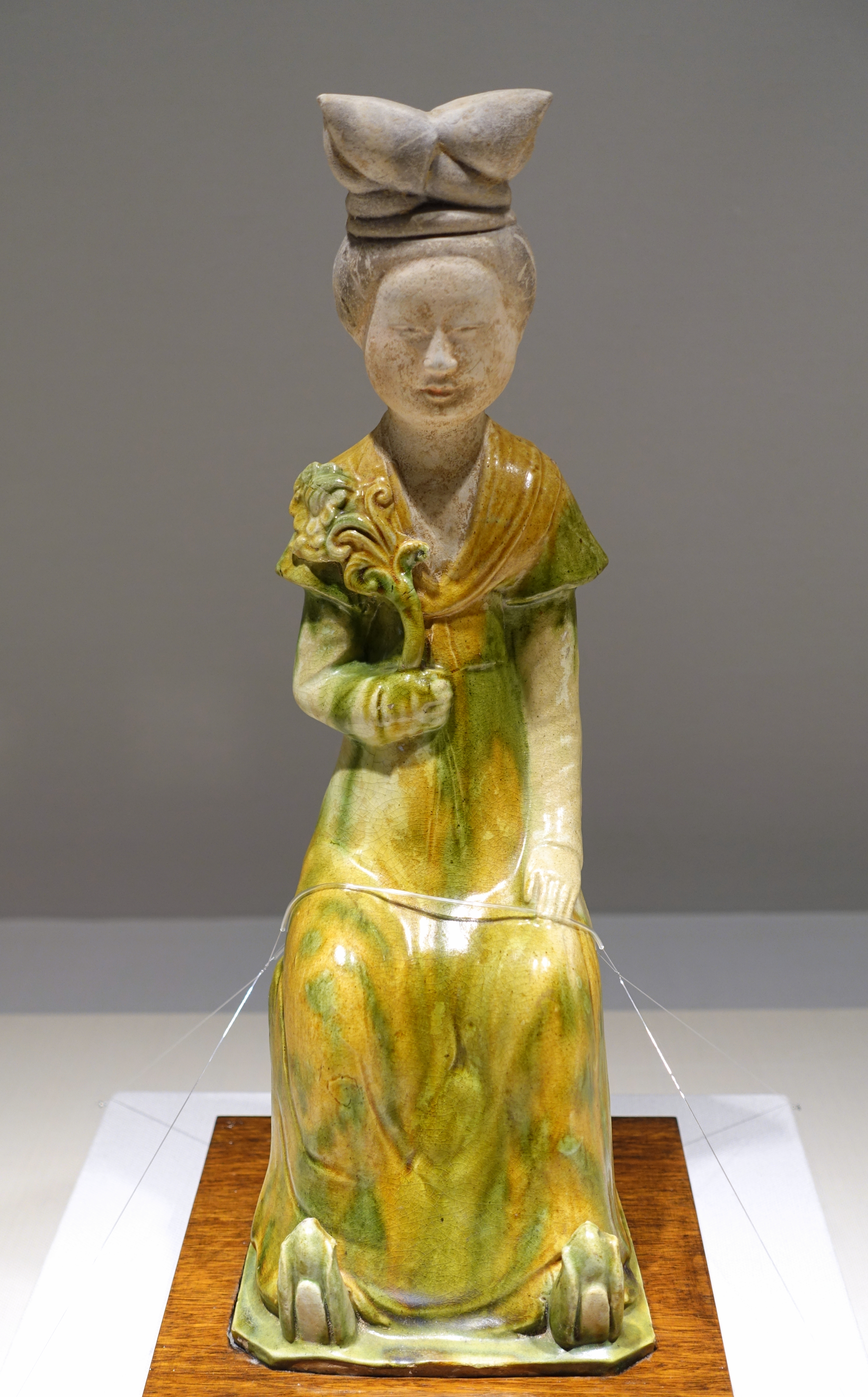
Senyora de la cort, segle VIII
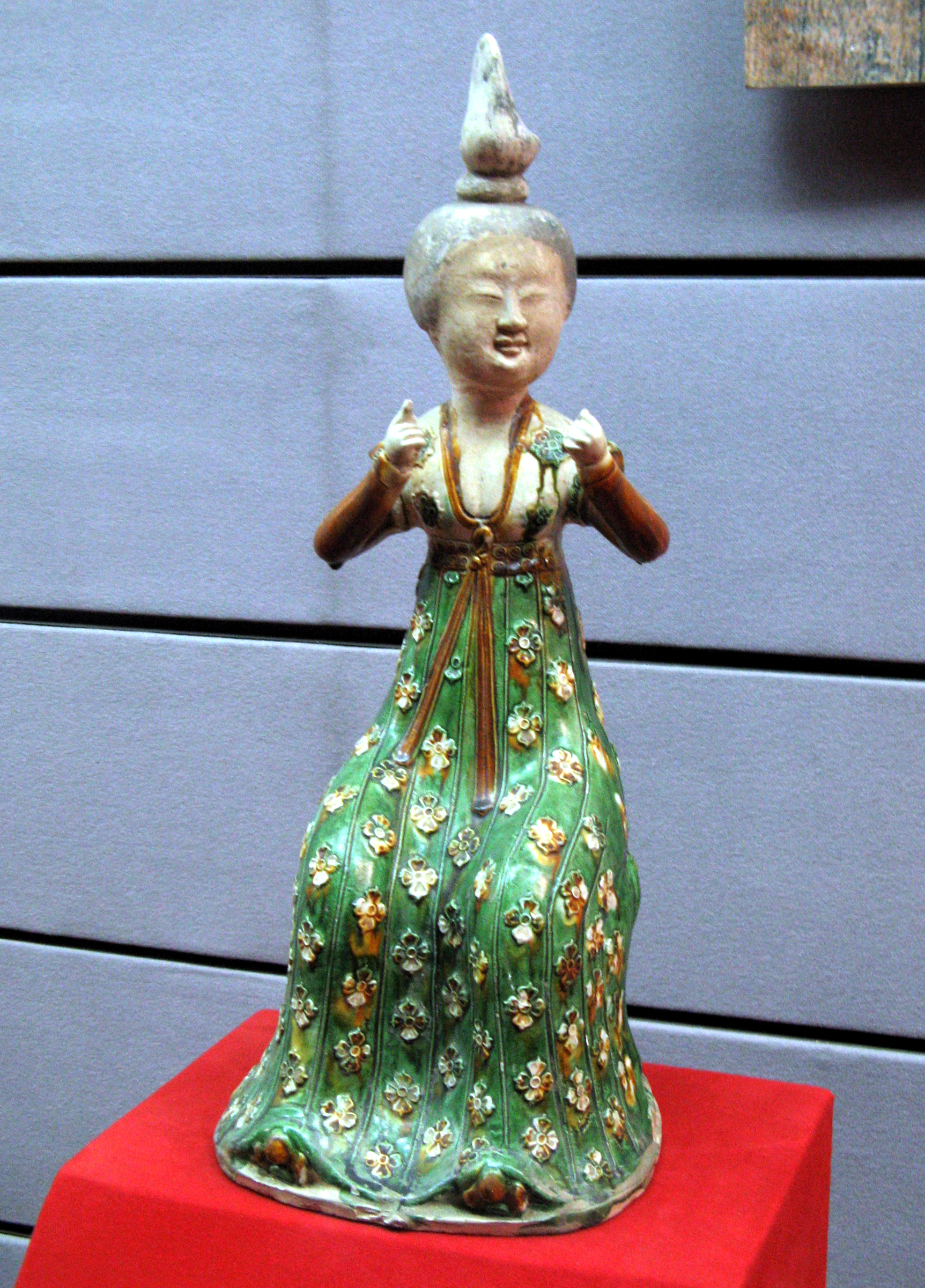
Senyora de la cort amb un vestit de branques elaborat

### Homes
La societat Tang, almenys a Chang'an, la capital, era molt cosmopolita i va treure gran part de la seva prosperitat de la Ruta de la Seda. Sembla que els estrangers més propers a l'oest van ser utilitzats com a servents, sobretot en el cas dels mossos de quadra i els conductors dels camells, que eren la principal forma de transport a la ruta de seda terrestre. A l'art Tang li agradava representar figures estrangeres, generalment homes, amb característiques estàndards per a la cara i el vestit. Es poden distingir els tipus persa i sogdià, ambdós amb barbes gruixudes i sovint expressions ferotges i vigoroses. De vegades, aquestes figures contenen elements clars de caricatura.

Sovint s'ofereixen posicions més variades i actives a les figures masculines, i es treballen amb més detall que les de les dones. En canvi són més difícils d'actualitzar, ja que els canvis de vestuari de la dona no s'ajustaven a la moda masculina. A més de molts tipus de servents, hi ha militars amb armadura, oficials i, de vegades, ambaixadors estrangers. La funció dels oficials és presentar el cas del difunt, al judici a l'altra vida (Yama-Budisme). 

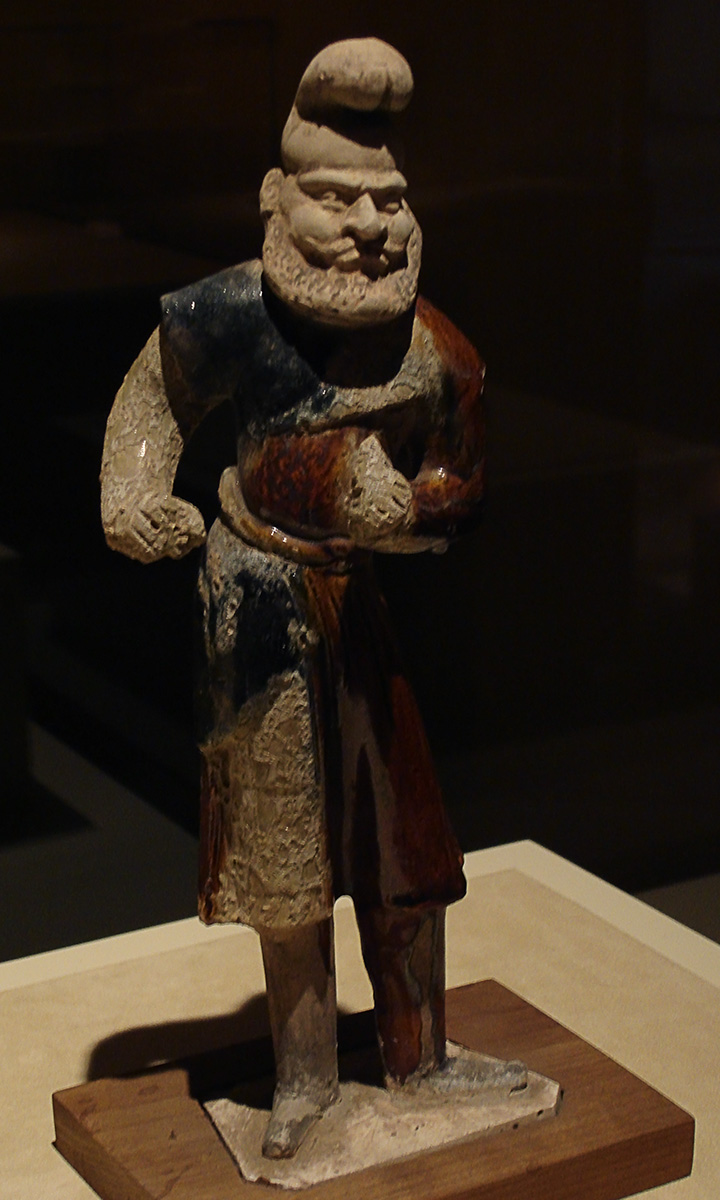
Figura de Sancai d'un estranger amb gorra persa
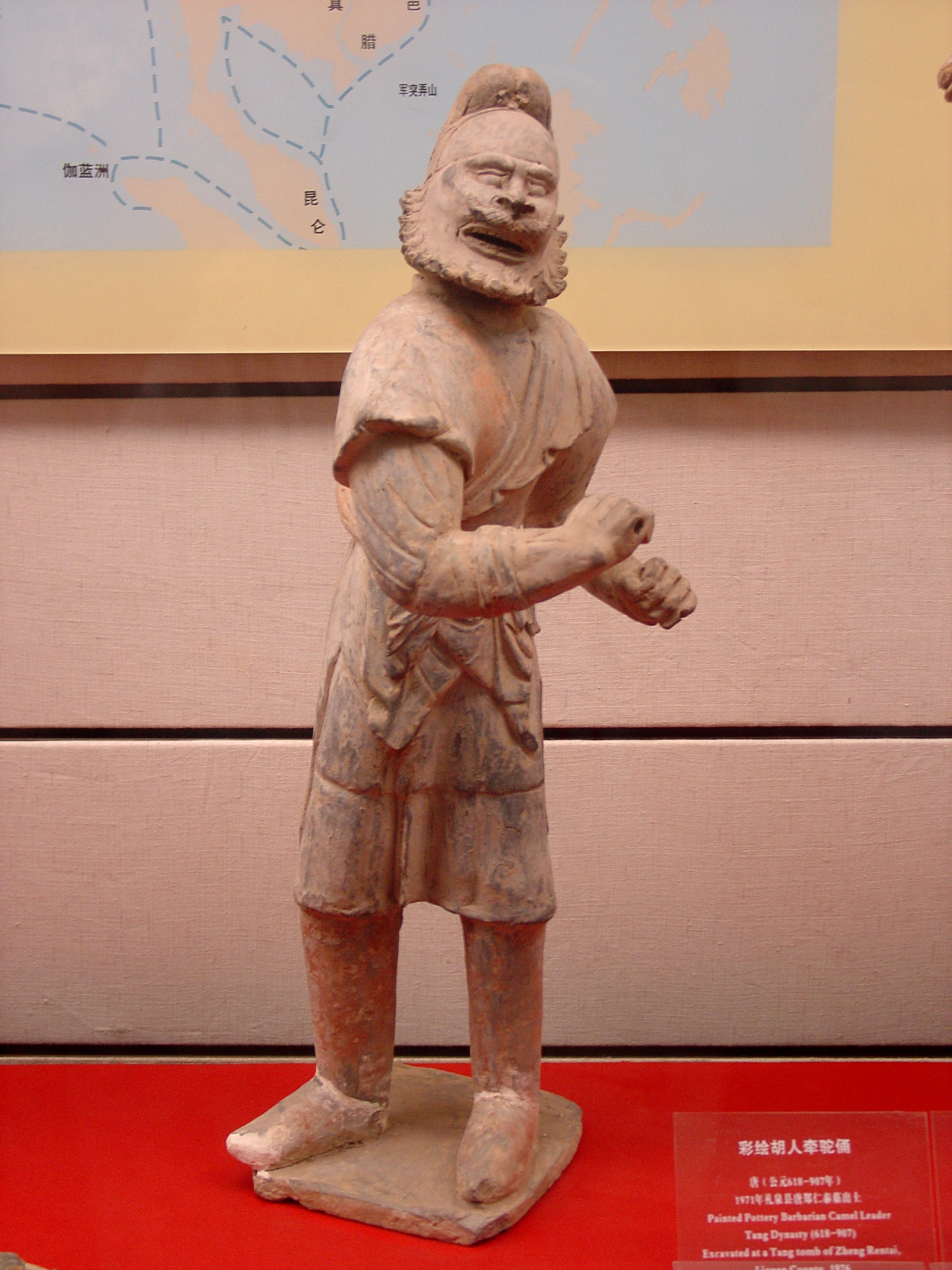
"Líder de camells bàrbars"
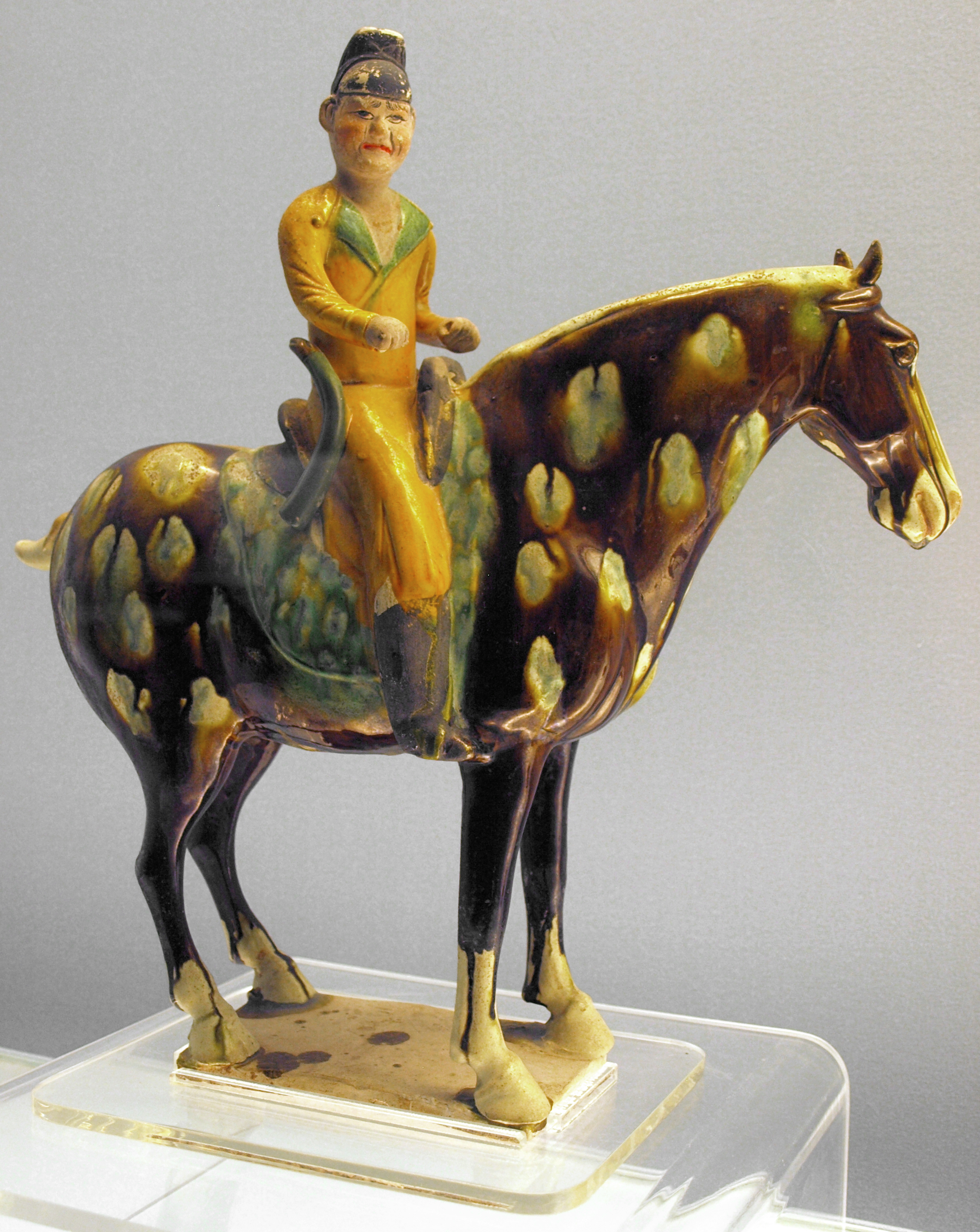
Cavall amb genet
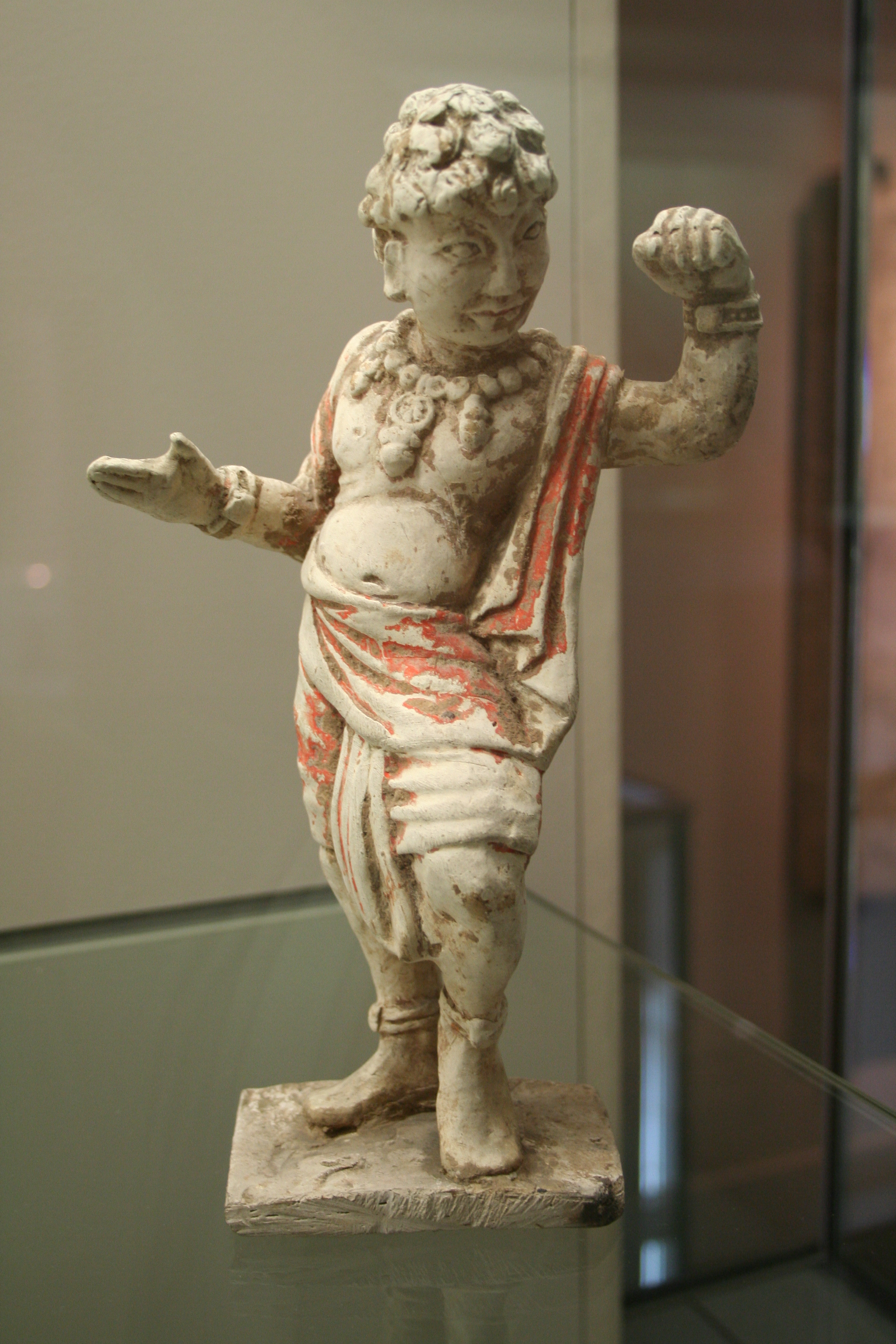
Ballarina estrangera
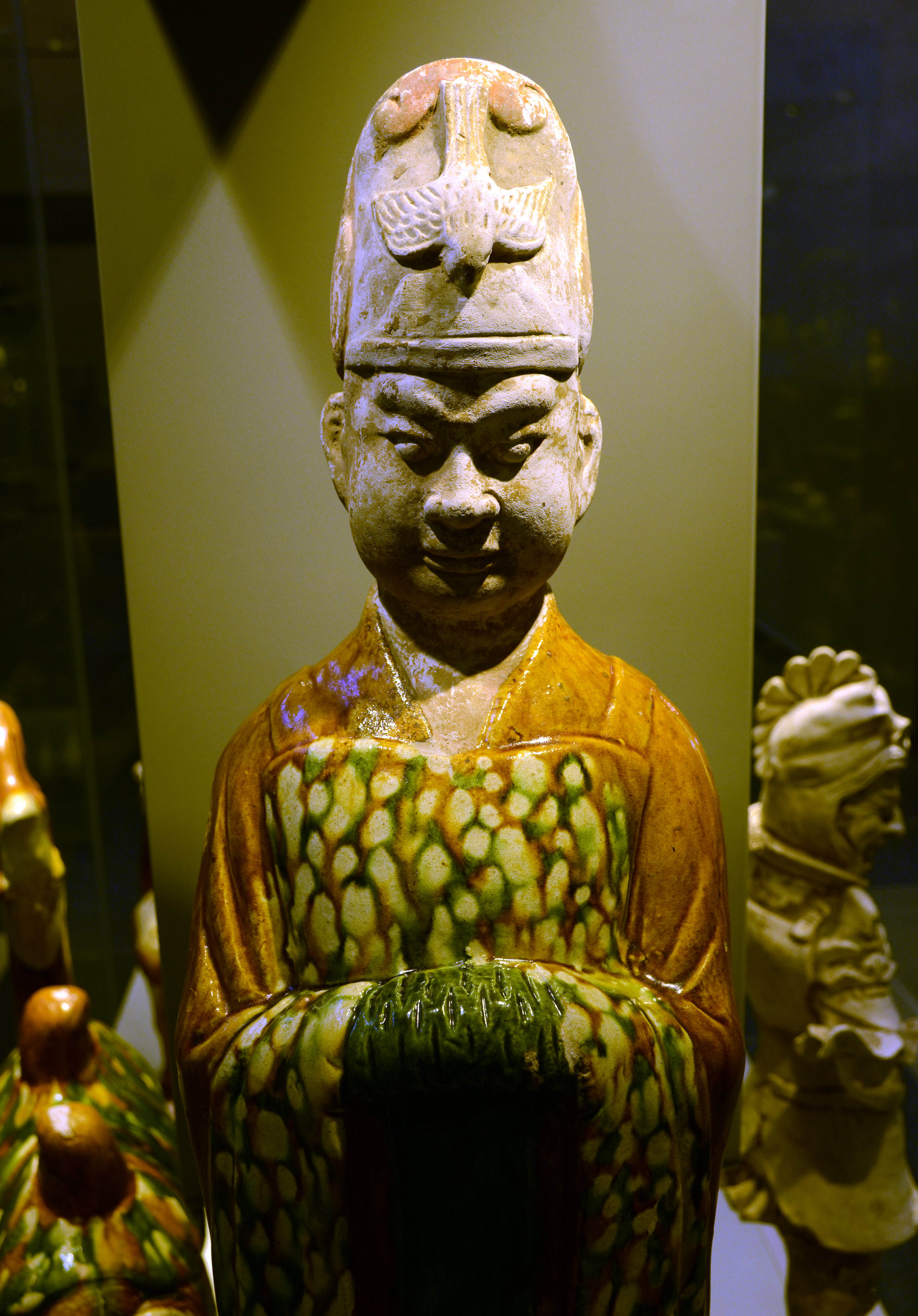
Oficial
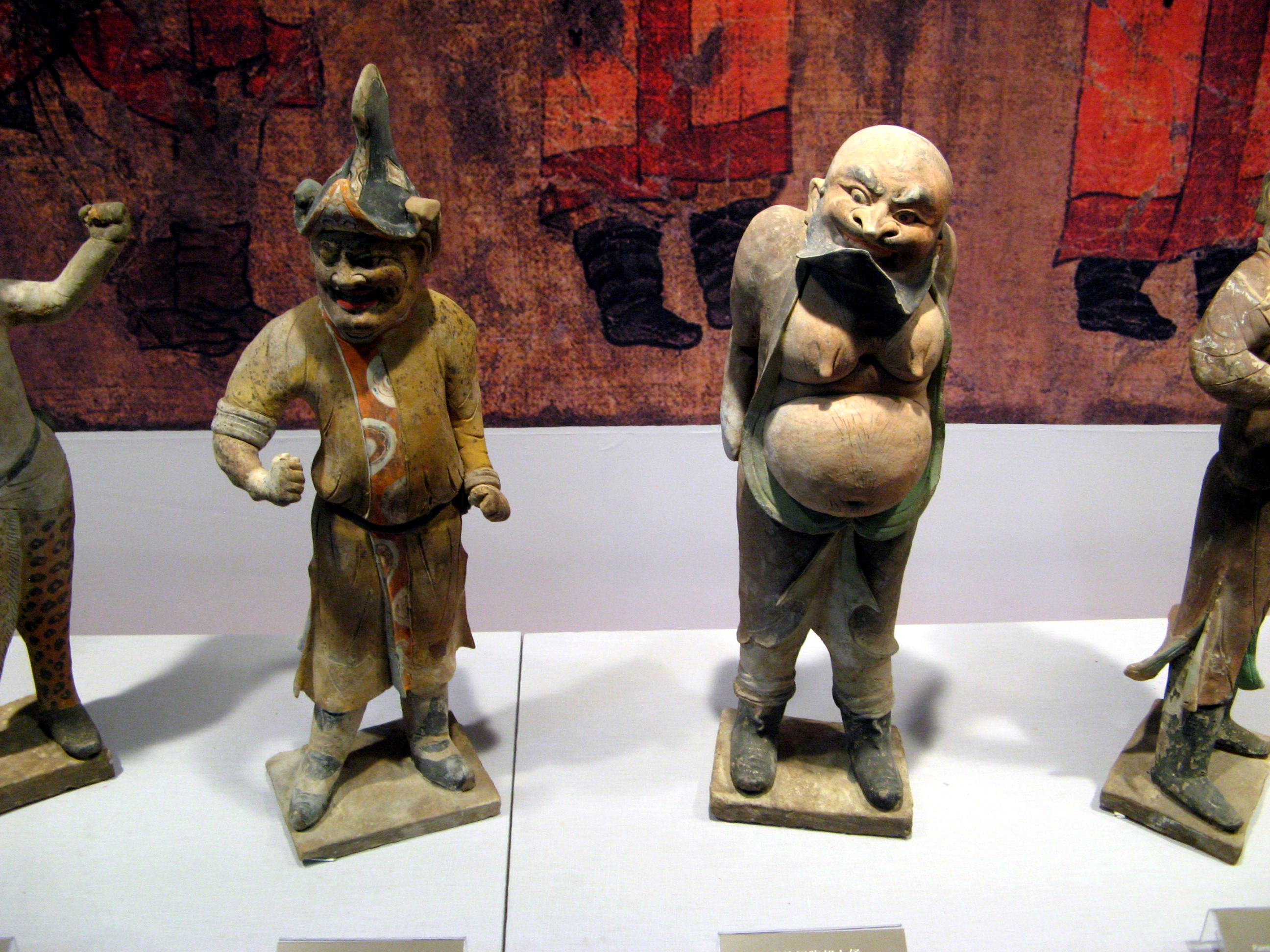
Estrangers
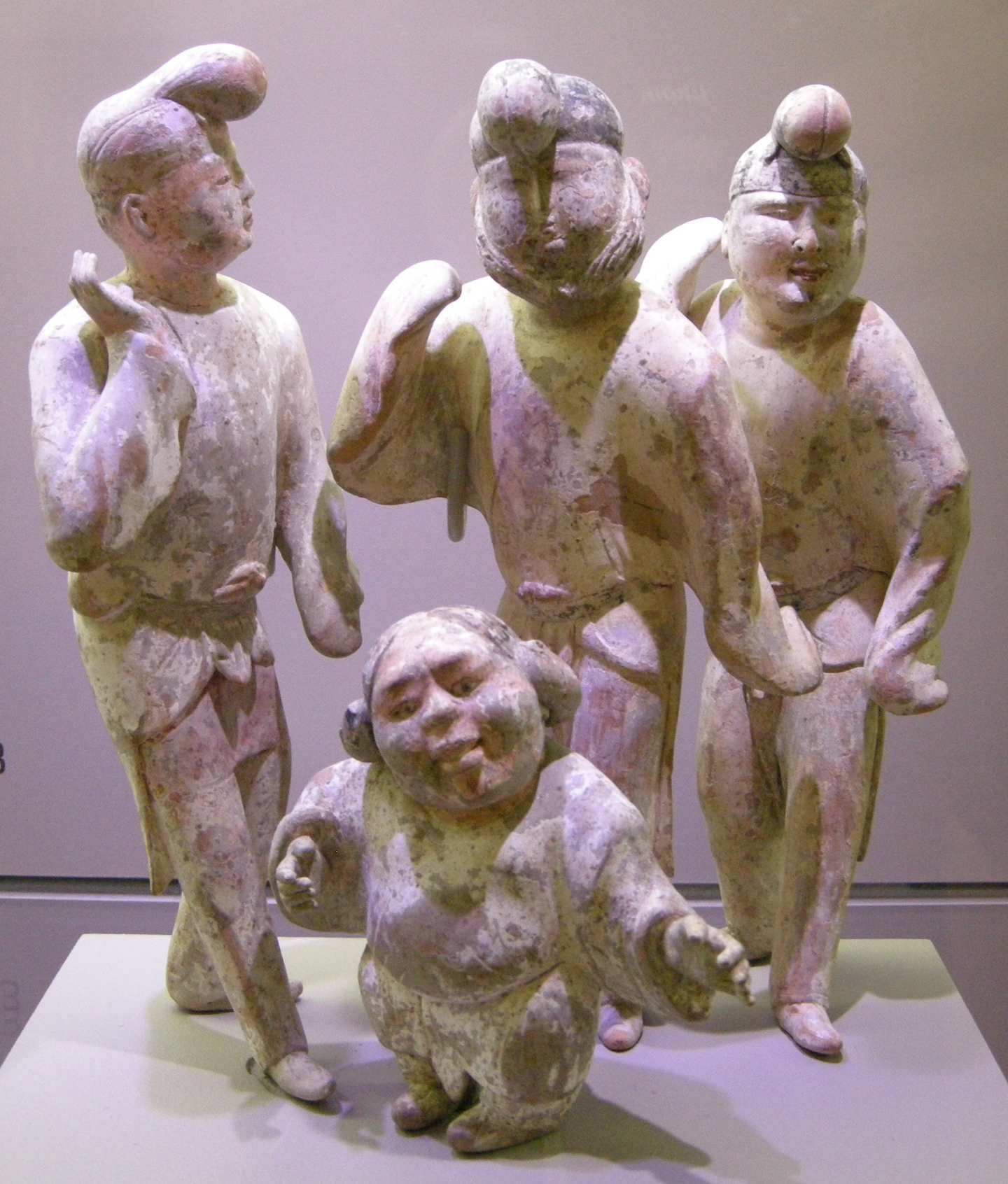
Grup d'actors
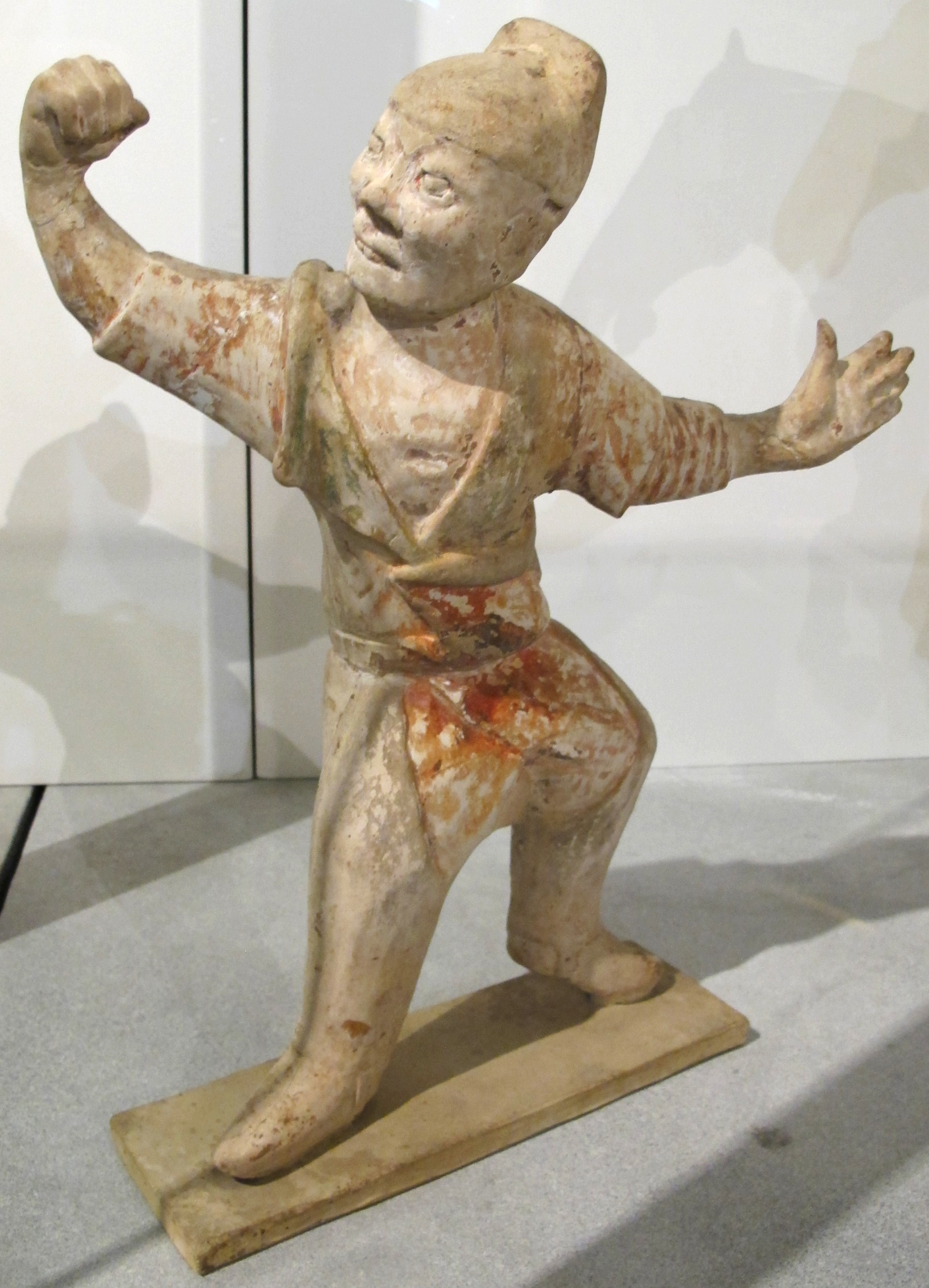
Mosso de quadra controlant el cavall sense corda.

### Animals

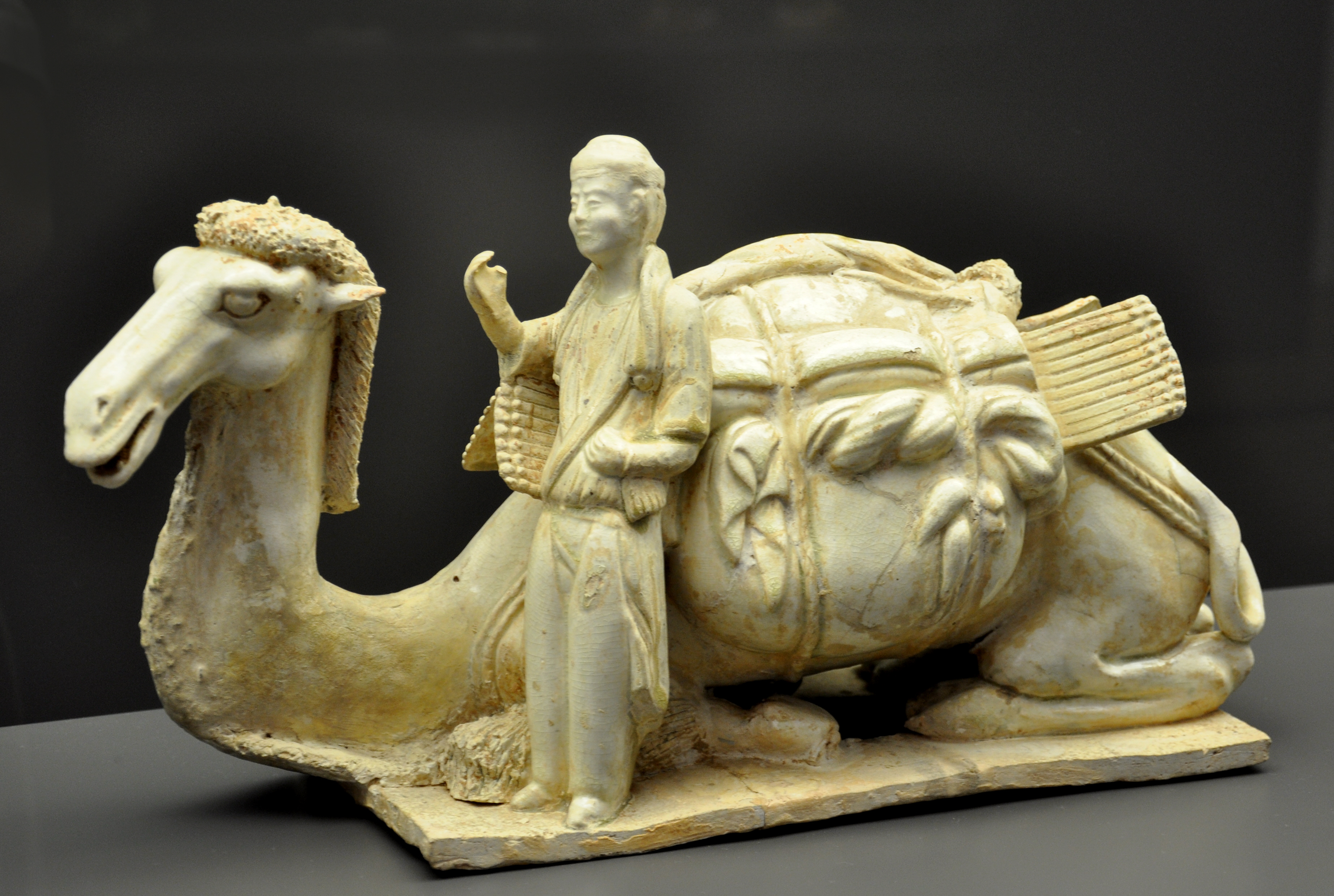
Camell carregat amb genet, en aquest cas xinès

Els animals més habituals en aquest art, en ser més propensos a ser modelats i decorats amb cura pel seu volum, són els cavalls i els camells. Ambdues espècies van des d'animals sense arreu ni sella fins aquells amb guarniments que porten genets. En el cas dels camells, es mostren amb càrregues pesades. Almenys dos famosos camells porten una petita orquestra humana. També es poden trobar gossos i animals de granja, a part d'uns bous de fins a uns 30 anys de cm d'alçada, els quals tenen una major tendència a mostrar-se amb mides petites i no vidrats.

Juntament amb figures de guardià i oficials, les estàtues de cavalls són el principal tipus de figura sepulcral que també es coneix en altres mitjans, com el bronze daurat o la pedra. Algunes tombes riques també contenen figures en metall. De vegades, els camells pertanyen a tombes de comerciants rics, però també poden haver estat associats a la riquesa en general. Sovint es mostren amb els caps alçats i la boca oberta. En els models més fins, les zones peludes al coll i a la part superior de les cames estan acuradament texturades a l'argila. Els cavalls són els " cavalls celestials " de Ferghana a l'oest, que sota la dinastia Tang eren més habituals a la Xina i van deixar de ser una raresa molt apreciada. Aquests també es van fer en terrisseria sota la dinastia Han. Els exemples Tang són més realistes, i potser són menys expressius. 

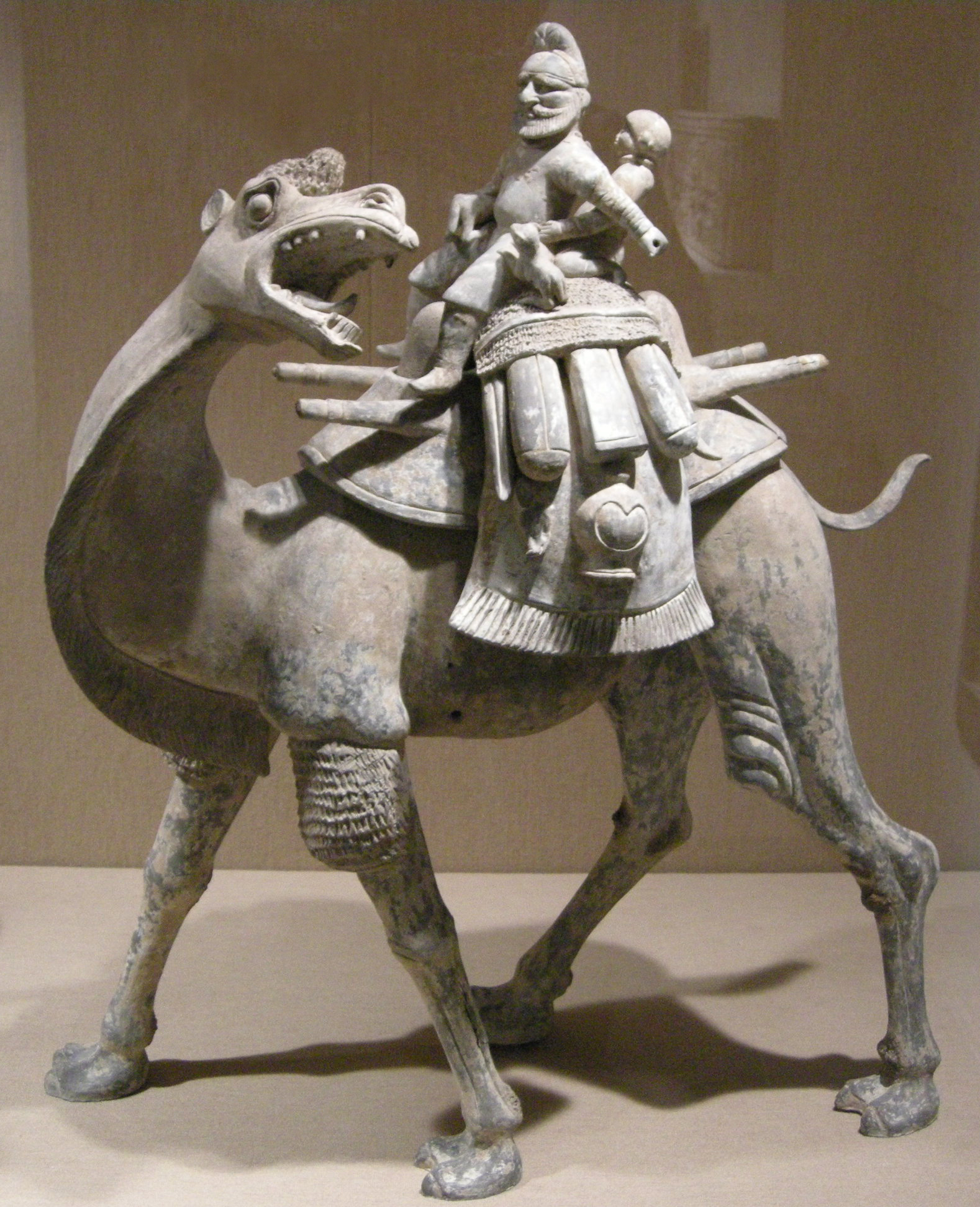
Camell sense desmuntar i genet de Sogdiana
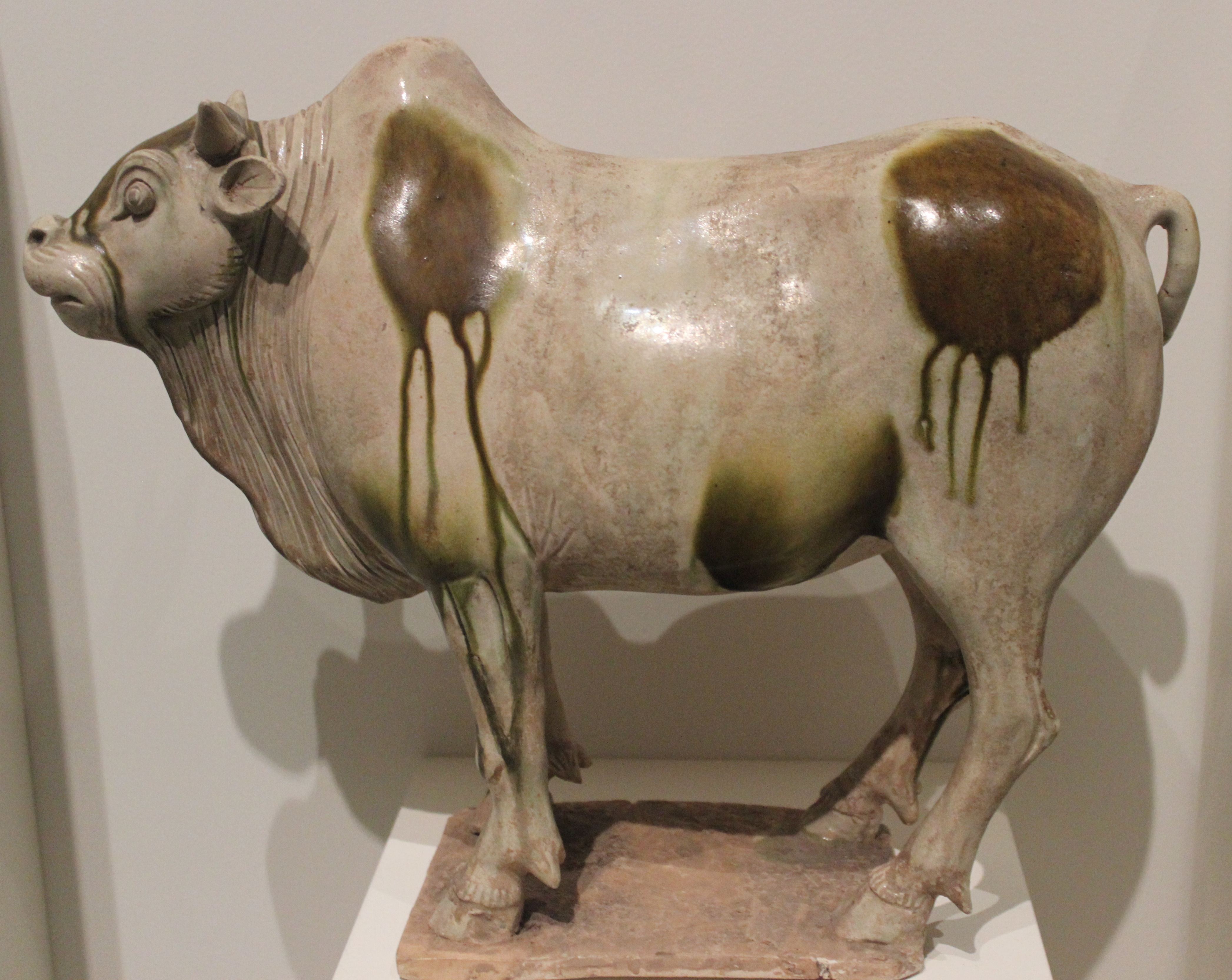
Toro glaçat
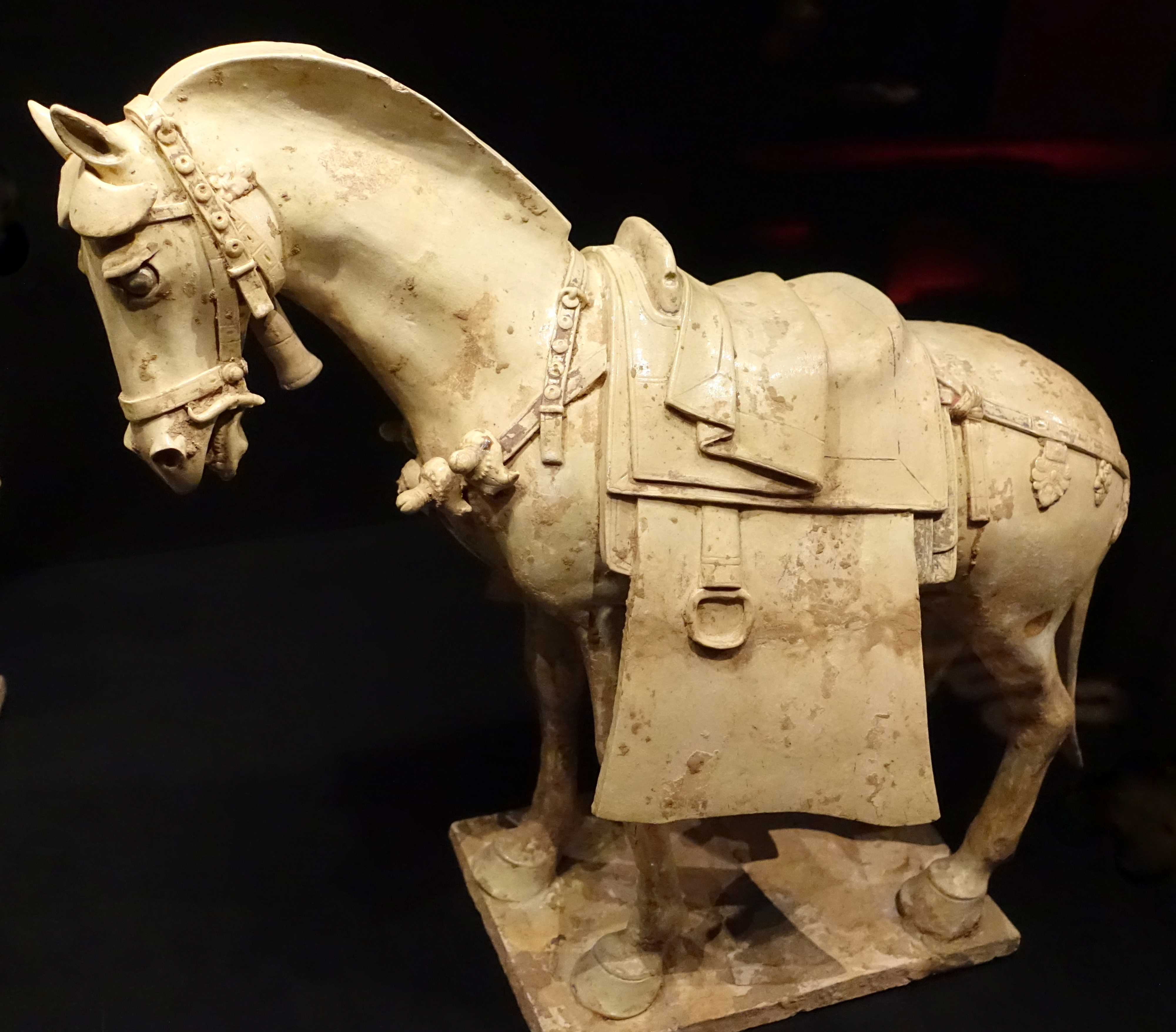
Cavall amb guarniments elaborats, principis del 600
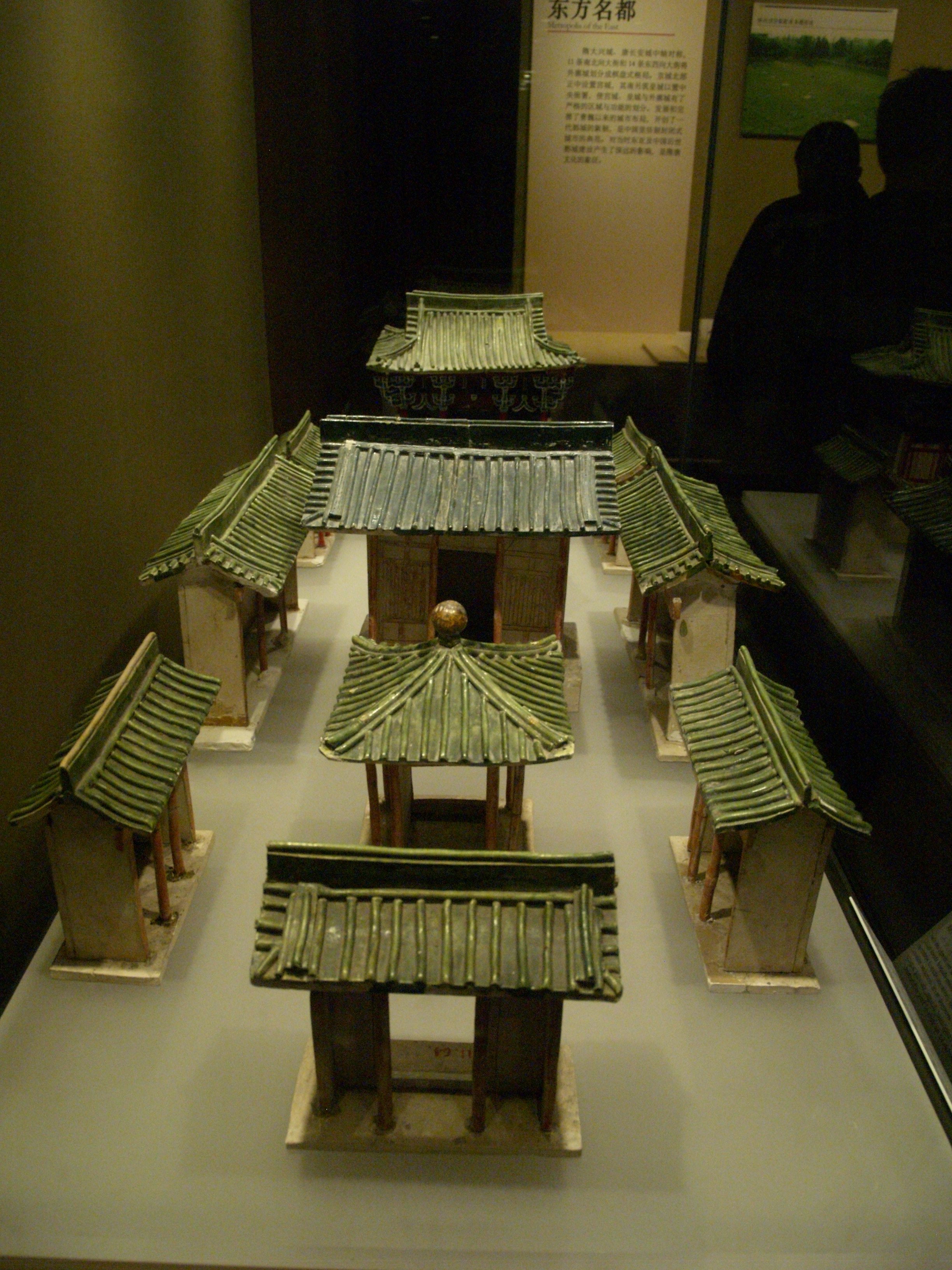
Maqueta d'una casa situada al voltant d'un pati

### Guardians de la tomba

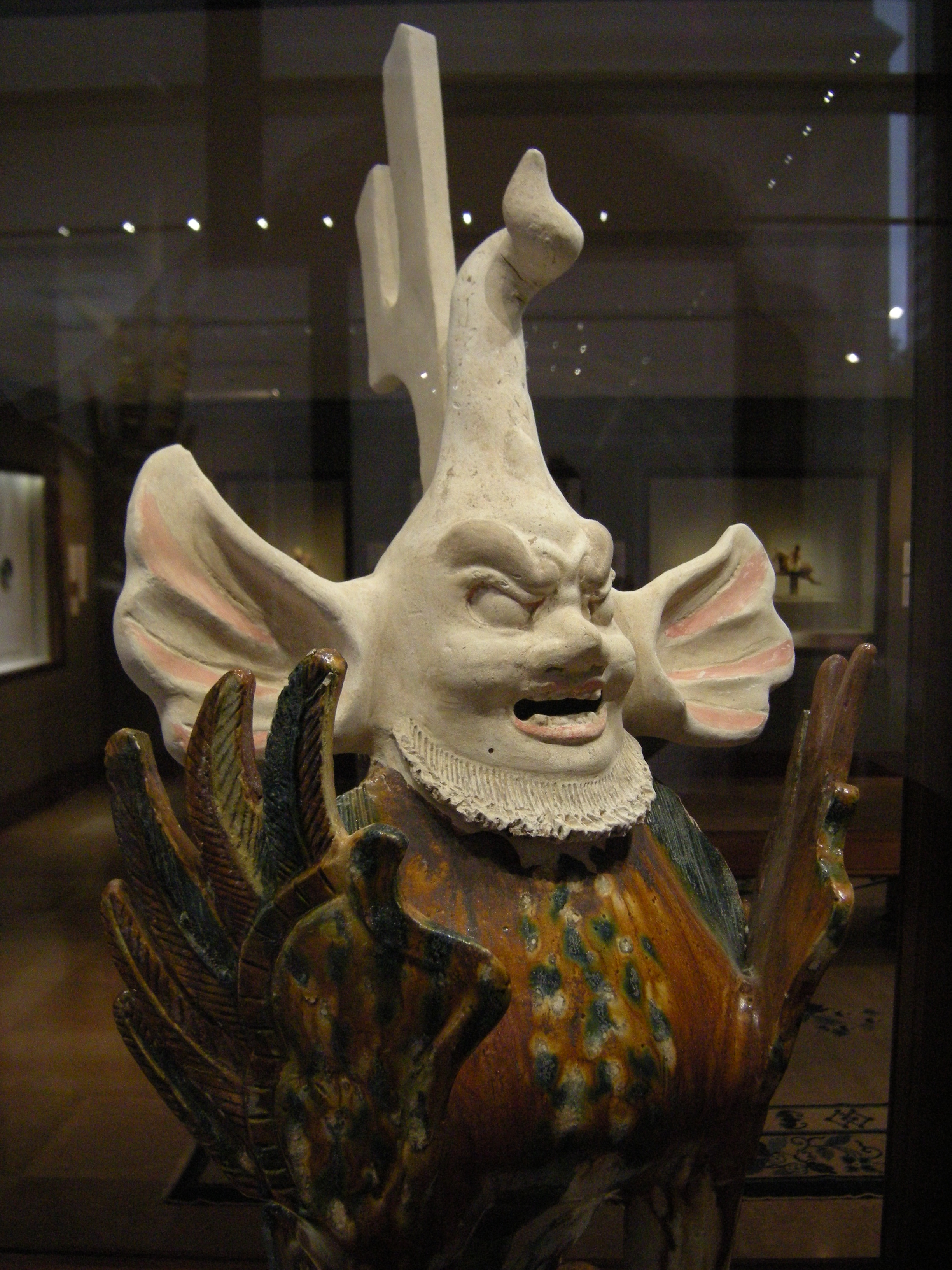
Rostre no glasejat d'un esperit terrestre del tipus semi-humà

Quatre guardians de la tomba eren estàndards en tombes riques, normalment un a cada cantó: un parell d' "esperits terrestres" o zhenmushou, i els guàrdies guerrers lokapala o zhenmuyong. Les figures són generalment les més grans i més elaborades en una tomba, i sovint han estat les més difícils de modelar i enfornar. Són més propensos a ser envidrats a sancai, tot i que en alguns exemples molt elaborats.
Es pot creure que les figures protegeixen els vius mantenint els esperits dels morts de la itineració inadequada del món exterior de la tomba, a més de protegir la tomba contra intrusions dels saquejadors o d'altres esperits. Els esperits terrestres es van associar aparentment amb el primer paper, i el lokapala amb el segon.
La lokapala també es trobava sobre els sòls en temples budistes, en pedra o fusta. Sembla que representen una fusió de guardians tradicionals taoistes, que es remunten a la dinastia Han, i el dvarapala budista o "reis celestials". D'aquests, teòricament n'hi havia quatre, tot i que sovint només s'hi representaven dos d'altres cultures budistes. També es va mostrar com "un fabulós ésser semi-humà cremat, amb els ulls voluminosos, la boca furiosa i els braços i les cames poderoses". Mentre que les versions índies posaven èmfasi en els atributs reials, a la Xina es van "transformar en dinàmiques generalitzades idealitzades", amb una armadura elaborada, sovint amb relleus filats.
A la primera part del Tang, la seva posició era menys dramàtica, de peu amb les cames rectes i sostenint una arma (ara normalment perduda) en repòs. Al segle viii es van desenvolupar les figures de contrapposto elaborat. Es motraven amb un peu més alt que l'altre, ja que es recolzaven en un animal o un conqueridor peix dimoni, i un braç alçat, brandant una arma. D'altra banda, l'altre es doblega i es recolza sobre el maluc, en una postura que combina la ferocitat i la indiferència.
Els esperits terrestres són encara més fantàstics, amb cossos d'animals. Sovint incorporen ales que sorgeixen des de la part superior de l'espatlla. Els caps sovint són diferents, amb una imatge semi-humana. i una altra potser basat en un lleó roncador. Ambdues tenen "banyes i crestes com les flames o els grans panells", normalment més grans encara en el tipus lleó, mentre que el tipus semi-humà pot tenir orelles molt amples. Sovint les cares del tipus lleó són vidriades i les de tipus semi-humà no. Tot i que es menciona a la literatura Han, només apareixeran en art del segle VI en endavant. Aparentment es van desenvolupar a partir de màscares portades en la "cerimònia de l'inici de l'Any Nou".

També hi havia figures més convencionals de lleons gruixuts, relativament petits i normalment en esmalts sancai. Com els conjunts de figures del zodíac, van continuar després del Tang, els quals elaboraven "esperits terrestres", mentre que van deixar de seguir amb els lokapala. 

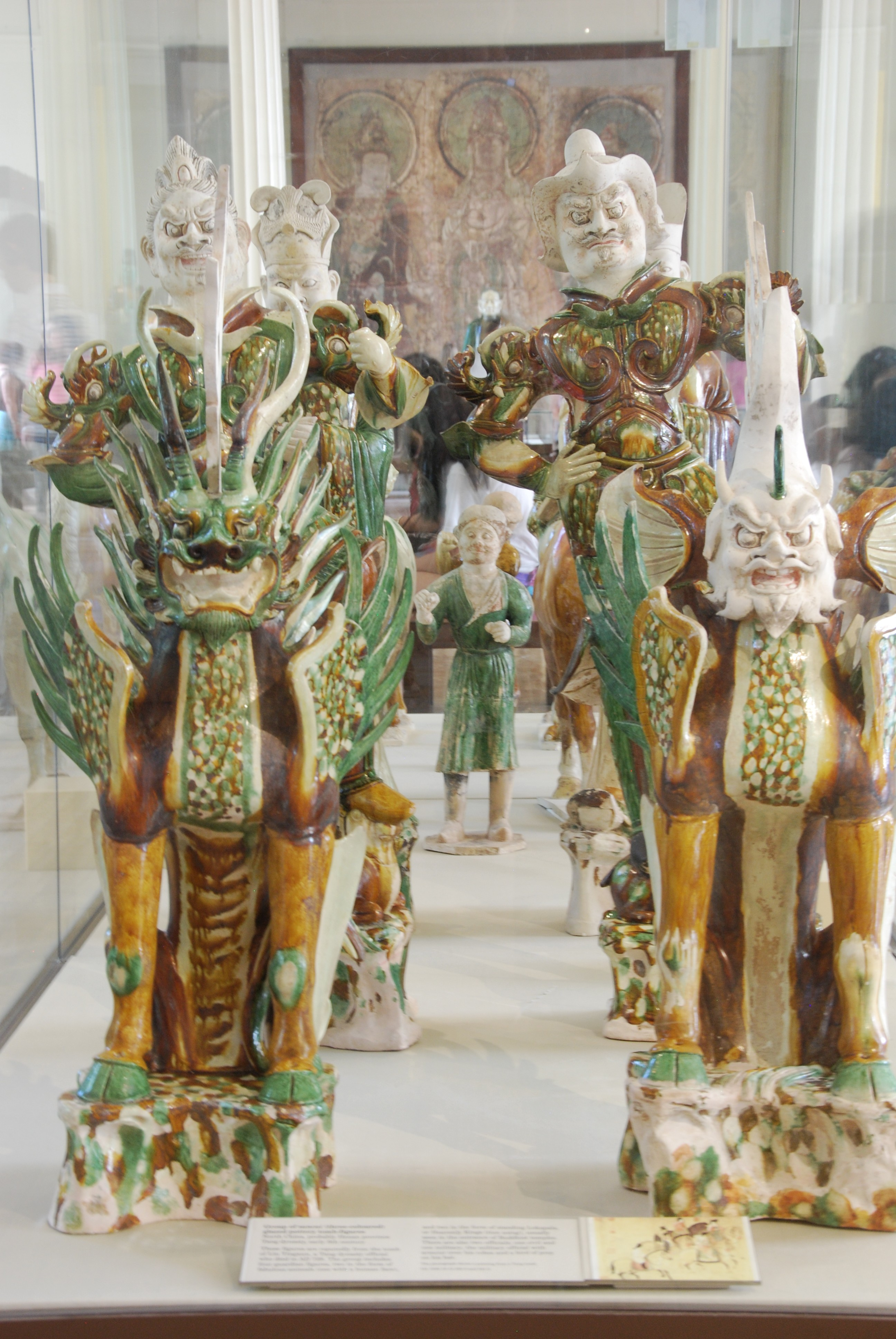
Figures de la tomba de la dinastia Tang de Liu Tingxun: dos esperits terrestres al davant, dos lokapala al darrere
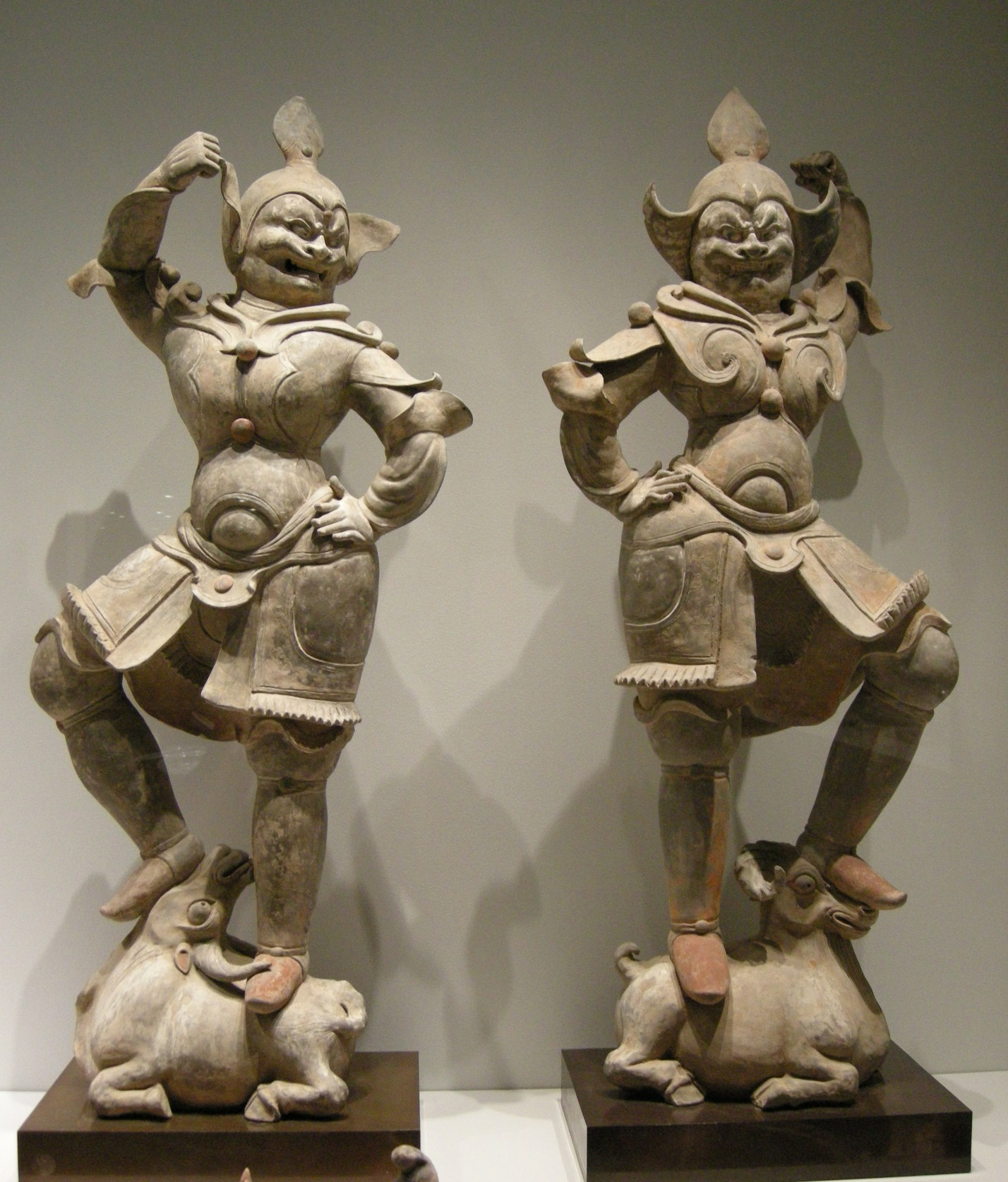
Parell de lokapala no glassejats
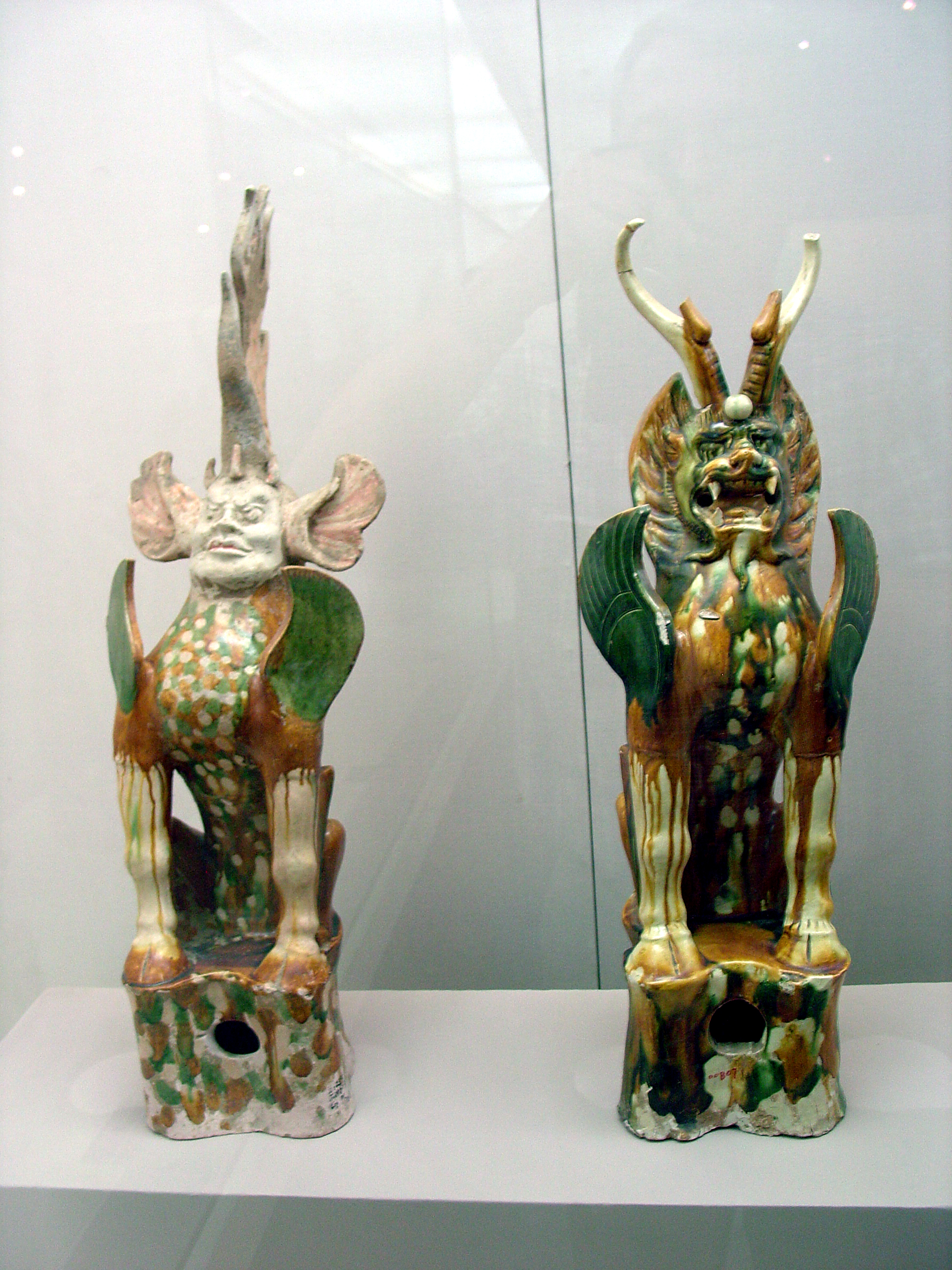
Parell d'esperits terrestres
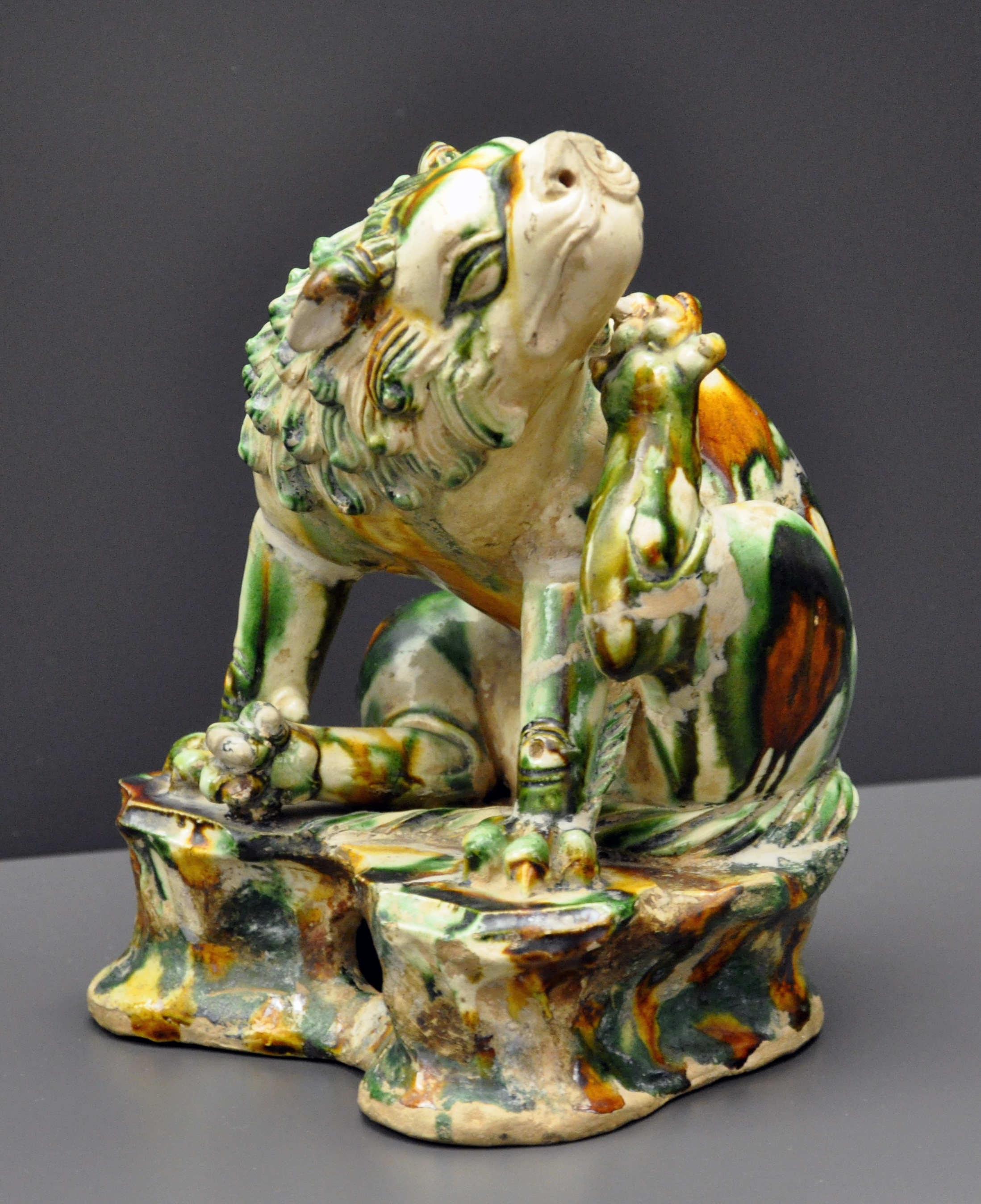
Figura del lleó

## Col·leccionant la història

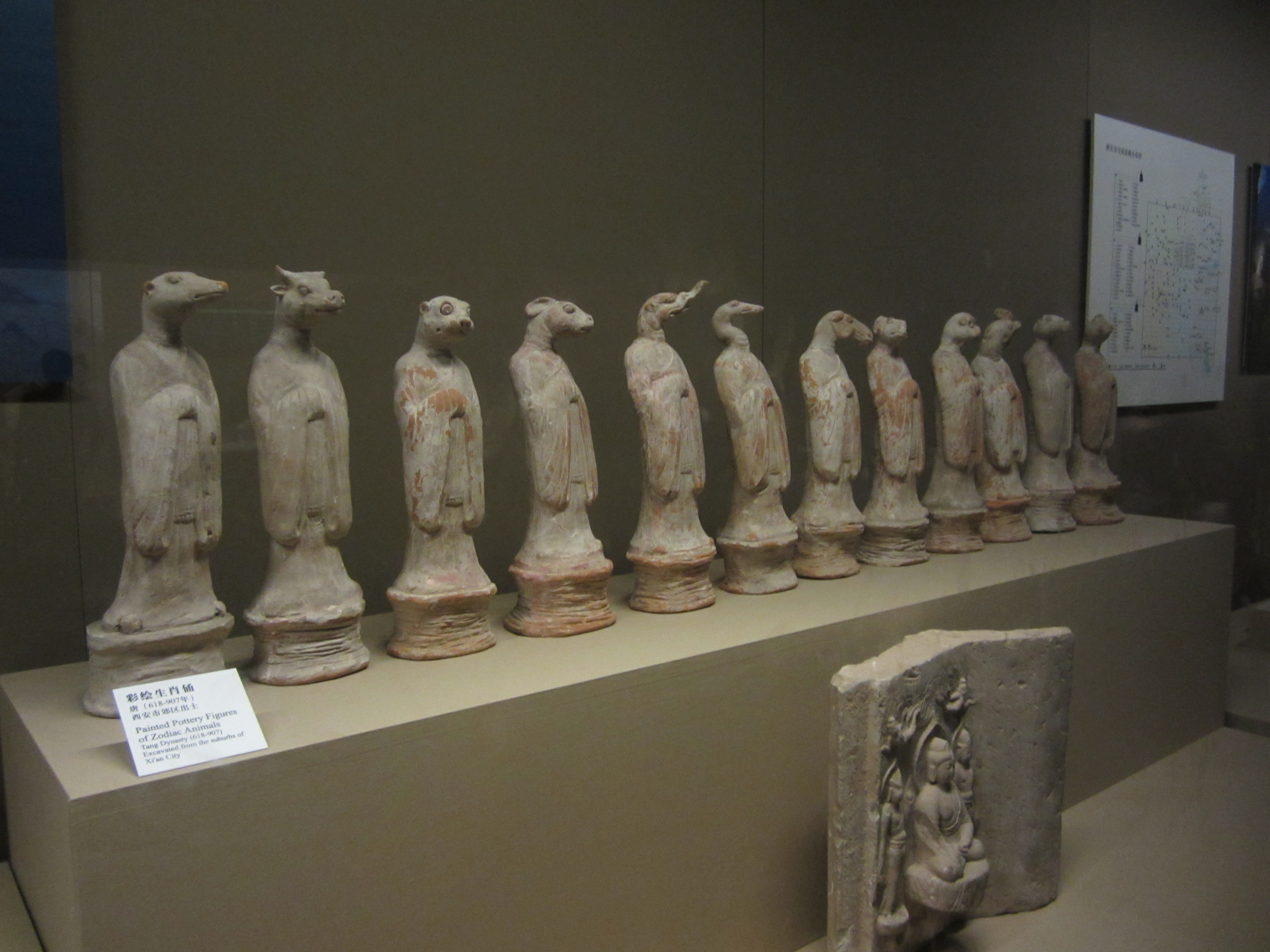
Un conjunt de figures del zodíac xinès

Les figures Tang no interessaven gaire els col·leccionistes tradicionals de la ceràmica xinesa. Actualment encara són relativament poc recopilades pels col·leccionistes xinesos perquè estan fetes específicament per a ser utilitzades en els enterraments, i per això es consideren de mal averany. Amb tot, són força populars en museus xinesos. Es van fer extremadament populars entre els col·leccionistes occidentals a partir dels anys 1910. Principalment, les figures de cavalls, en part perquè s'harmonitzaven bé amb l'art i la decoració occidentals modernes. Cap al 1963, Gerald Reitlinger va escriure que "cap pis de Mayfair està complet sense un camell Tang". Els preus, que van assolir el màxim nivell d'uns 600 £ lliures a principis de la dècada de 1920, van caure en els anys trenta i quaranta. Van augmentar bruscament als anys seixanta, amb un preu de subhasta rècord el 1969 de 16.000 £ per cavall.
A partir de finals de la dècada dels 90, es va adonar que hi havia un gran nombre de falsificacions al mercat. També es va produir una nova evolució dels nous descobriments a mesura que la construcció a la Xina va créixer, i el mercat va ser afectat per un augment de l'oferta coincidint amb una caiguda de la moda. Per tots aquests motius, les xifres no han compartit l'enorme augment dels preus de l'art xinès des de la dècada de 1990, impulsat pels col·leccionistes xinesos. El preu rècord d'un cavall es manté en 3.740.000 £, a partir d'una venda del British Rail Pension Fund a Sotheby’s el 1989. El 2002, el concessionari que havia venut aquesta peça al fons de pensions als anys setanta va dir que pensava que el 2002 seria "afortunat" assolir un preu d'1 milió de lliures.